# Breuil-le-Vert
Pour les articles homonymes, voir Breuil.
Breuil-le-Vert (prononcé [brœjləvɛr]) est une commune française située dans le Nord de la France dans le département de l'Oise, en région Hauts-de-France. Elle fait partie de l'aire urbaine et de l'agglomération de Clermont, ville la plus proche.
Ses habitants sont appelés les Brétuveliers et les Brétuvelières.

## Géographie

### Localisation
La commune de Breuil-le-Vert est située à 56 kilomètres au nord de Paris, 27 kilomètres à l'est de Beauvais, 29 kilomètres à l'ouest de Compiègne et 60 kilomètres au sud d'Amiens. La commune se situe à quelques kilomètres du centre géographique de l'Oise.

### Communes limitrophes
Les communes limitrophes sont  Bailleval, Breuil-le-Sec, Clermont, Neuilly-sous-Clermont et Rantigny.
|                       | Clermont       | Breuil-le-Sec |
|                       | Breuil-le-Vert |               |
| Neuilly-sous-Clermont | Rantigny       | Bailleval     |

### Topographie et géologie
L'église est située à 54 mètres NGF d'altitude, la mairie à 50 mètres. Le moulin à eau se situe à 50 mètres également, le hameau de Cannettecourt est à 88 mètres et Rotheleux, au pied du coteau de la caure, est situé à 82 mètres. Giencourt est situé plus bas à 52 mètres. Le point le plus haut de la commune se situe à 150 mètres d'altitude, sur le plateau d'Auvillers à la limite avec la commune de Neuilly-sous-Clermont, le point le plus bas est à 45 mètres sur les bords de la Brêche. Le territoire s'étend depuis les hauteurs du canton de Mouy à l'ouest, jusqu'à la rivière de la Brêche qui forme la limite orientale. Il présente une superficie inégale et une grande variété de sols.
Le sable forme tous les talus des coteaux depuis la forêt de Hez-Froidmont jusqu'à Canettecourt. On en voit aussi dans les escarpements de Rotheleux et de Canettecourt, où des coquilles fragiles formant des lits minces dans un sable roux ou vert mêlé de mica, des filets de marne argileuse verte ou d'argile plastique, et des fils de marne calcaire blanche. On voit un dépôt considérable d'argile plastique de couleur gris-jaunâtre à Lamotte près de Rotheleux, entre la départementale 916 et le bourg. Les puits du village descendent dans le sable en traversant un lit de cailloux soudés ensemble par un ciment ferrugineux irisé. On trouve un dépôt de silex, galets, de bois pétrifiés de lignites, de rognons de grès ferrugineux, calcaires et de fragments de meulières sur le tertre du mont de Crème, entre Giencourt et le chef-lieu. Les coteaux offrent depuis les hauteurs de Rotheleux une disposition identique de calcaire grossier. La tourbe de la Brêche repose sur une couche de glaise s'étendant sur les galets qui réapparaissent dans la plaine. On trouve des argiles dites « lignites ». À Cannettecourt sont les sables à lignites et un peu de craie blanche, à Rotheleux les sables glauconneaux sont fossilifères. La craie noduleuse apparaît à Giencourt. De larges bandes de terrains argileux font apparaître des limons anciens, sur la rive droite de la Brêche, entre le quartier du Pont-de-Pierre (Clermont) et le chef-lieu. Des alluvions modernes tapissent le fond de cette vallée. À la base de la montagne de Clermont, on est en présence de sables inférieurs, sables de Bracheux, notamment à Giencourt. Une argile jaune, de formation lacustre (argile plastique) contenant du lignite pyriteux et recouvert par du sable jaune passe à Cannettecourt, à Rotheleux et Giencourt. Sur la rive gauche de la Brêche, l'argile plastique apparaît également, il en existe à Rotheleux, proche de la D 916.
La commune se situe en zone de sismicité 1.

### Hydrographie et eau potable
Le principal cours d'eau traversant la commune est la Brêche. Cette rivière, dont le débit au niveau de la commune est de 1 330 litres par seconde, se divise en nombreux bras et fossés qui irriguent de larges marais, naturellement ou artificiellement, et sert de limite avec Breuil-le-Sec et Bailleval. D'autres terrains marécageux existent, drainés par des rus : au nord, le ru de Rotheleux, issu du lieu-dit les Fontaines à l'ouverture du vallon dit le Valadin , traverse la D 1016, recueille au passage les eaux du marais du Rotheleux pour se jeter dans la Brêche, près du moulin à eau.
Au centre, le ru de Cannettecourt recueille les eaux venant d'Auvillers par le vallon de Lierval et les sources qui ont pour noms fontaines « des Pauvres », « des Meuniers », « de Sainte-Catherine » et « Mercatoire », traverse la D 1016 à l'ancien « Etang-le-Comte », et se dirige vers la Brêche en longeant le Prieuré et le manoir de la Vicomté dont il remplissait jadis les fossés. Ce dernier possède deux affluents : le fossé du Bois Boiteux et le fossé du marais de Breuil-le-Vert.
Au sud, à la limite de Rantigny, suit le « ru de Coutances » dit « du Pré de Chelles » ou « de la Fontaine Titancourt ». C'est le déversoir des sources de Neuilly-sous-Clermont. Une station de pompage est présente au nord de la commune à l'est de Giencourt, dans les marais de la Brêche. Une station d'épuration permet de recueillir les eaux usées de l'agglomération clermontoise à proximité de la station de pompage. Les zones les moins élevées du territoire sont situées au-dessus de plusieurs nappes phréatiques sous-afflurentes.

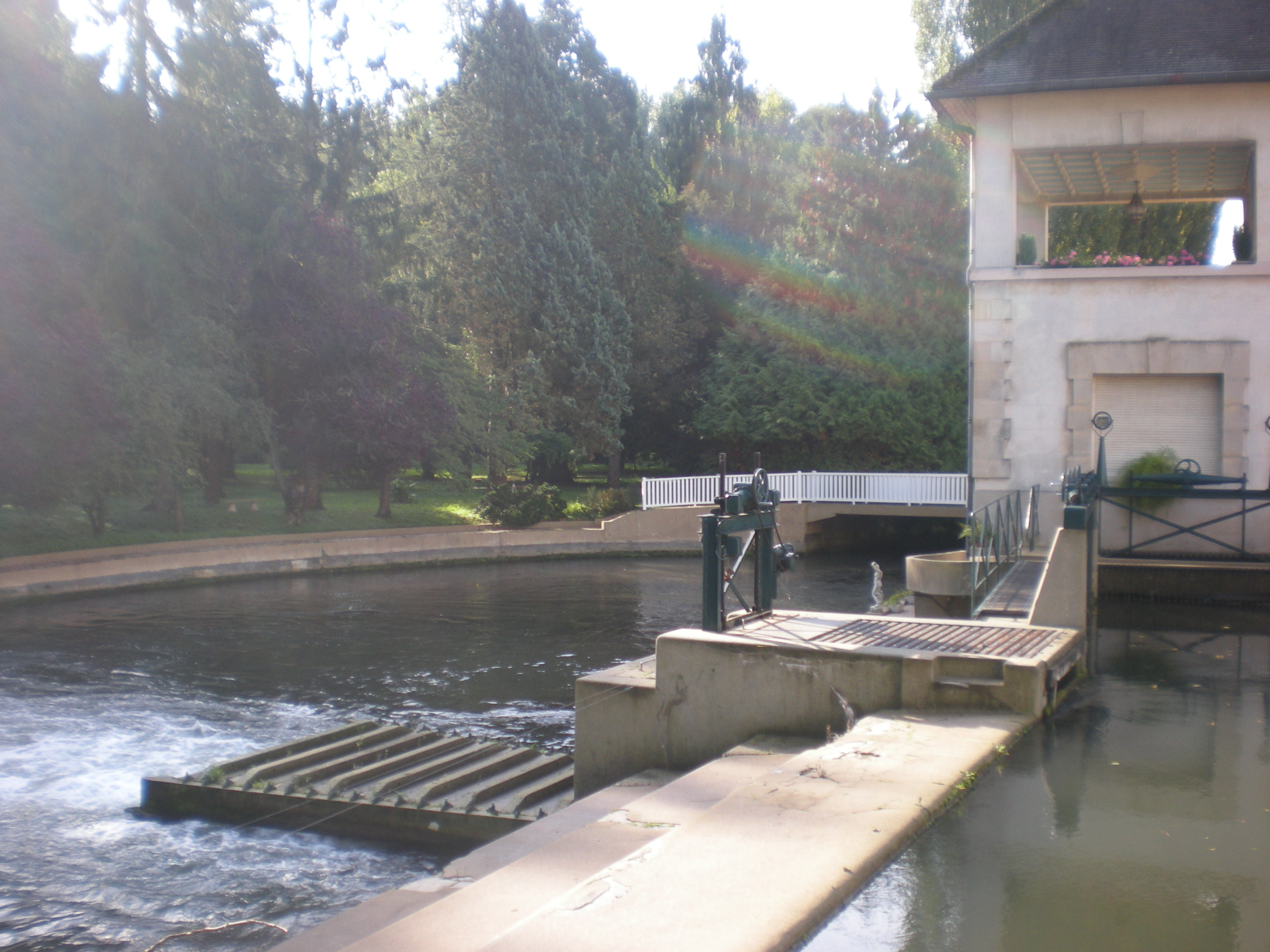
La Brêche au moulin à eau « La Seravenne », vue aval.

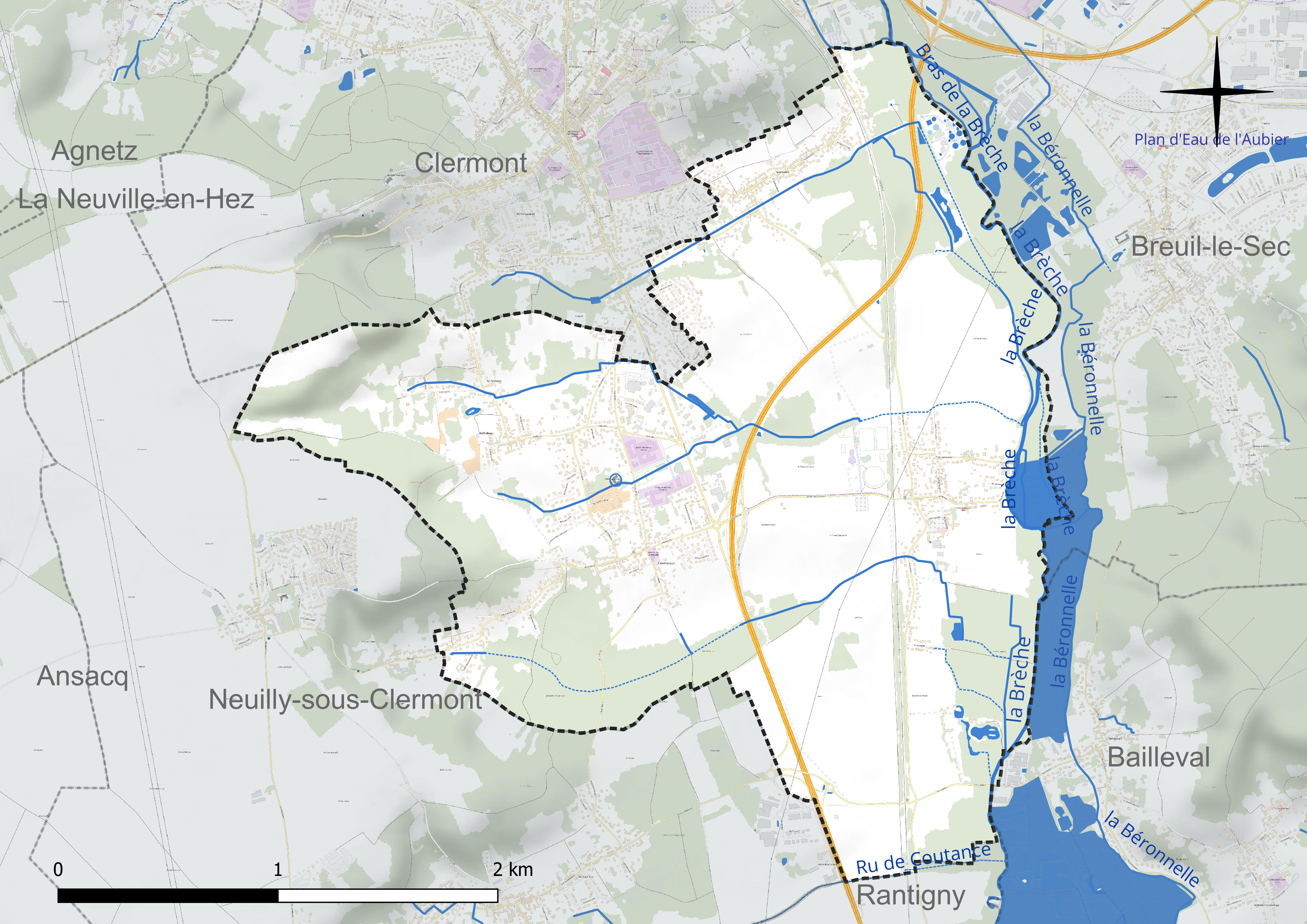
Réseau hydrographique de Breuil-le-Vert.

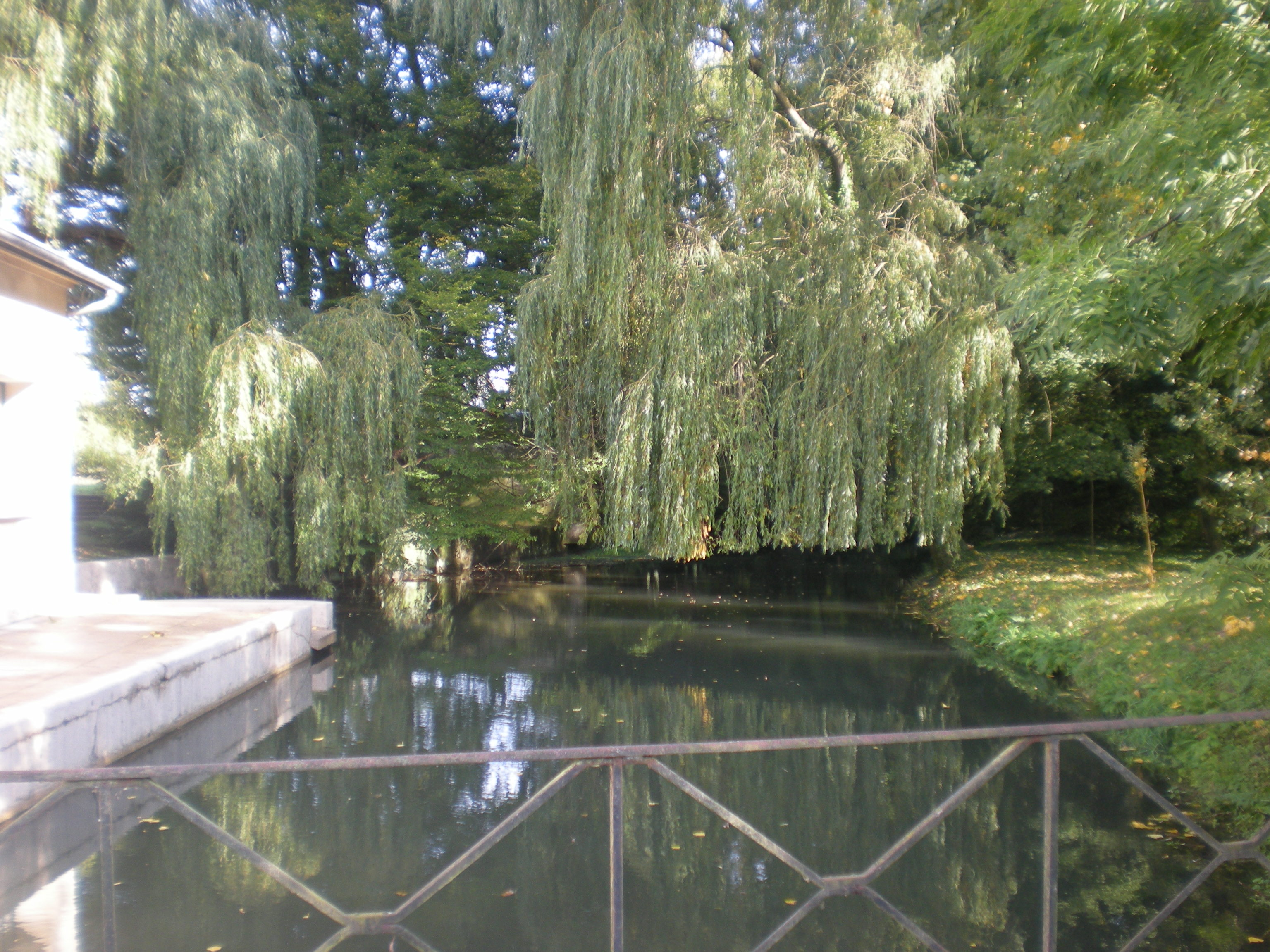
La Brêche au moulin à eau, vue amont.

### Voies de communications et transports

#### Réseau routier

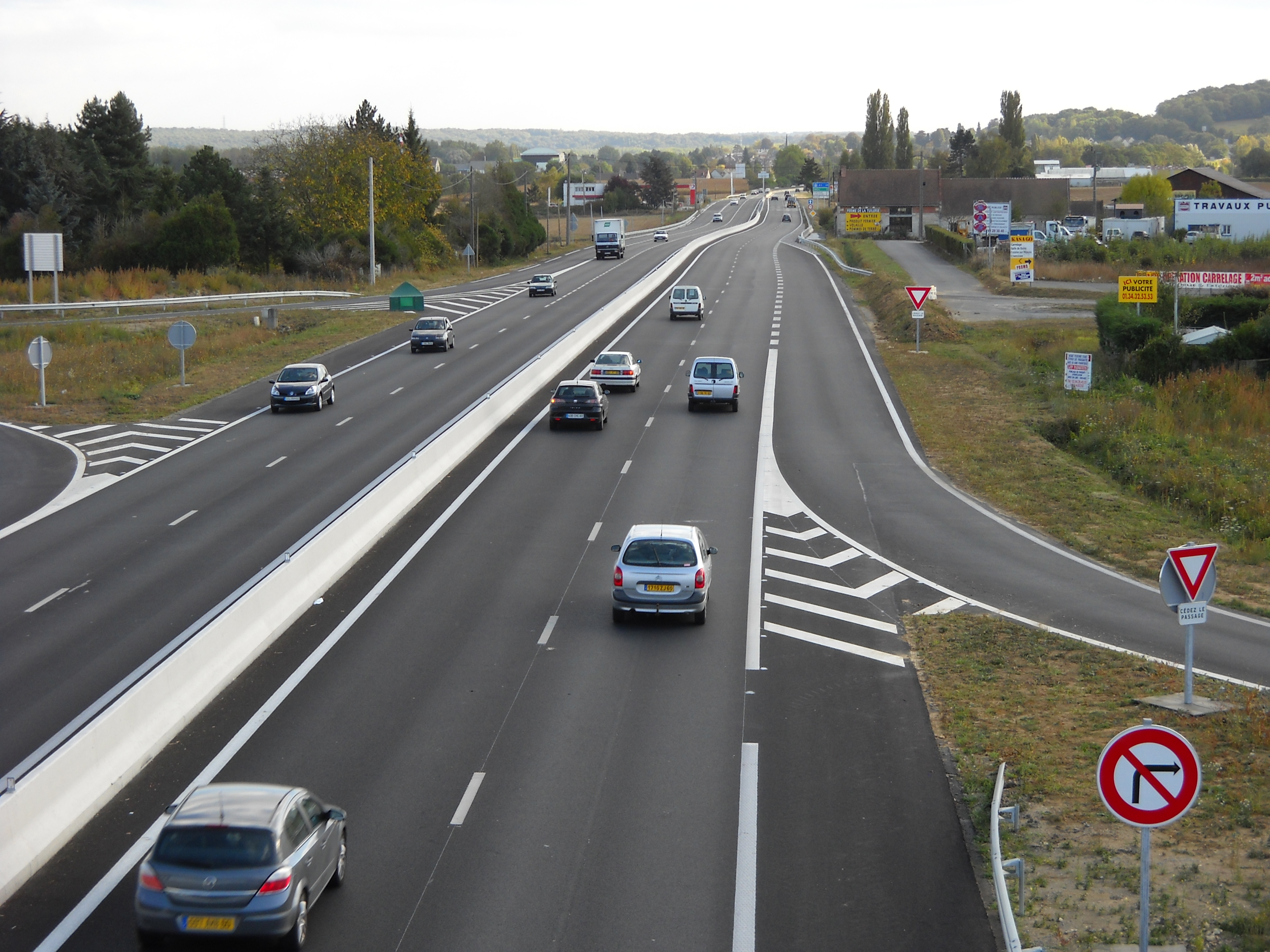
La D 1016 au niveau de la sortie de la tuilerie, à la limite sud de la commune. C'est l'un des deux échangeurs de la commune.

Le principal axe routier traversant la commune est l'ex-RN 16, désormais dénommée RD 1016. Il s'agit de l'ancienne route royale de Paris à Dunkerque. La route franchissait son kilomètre 49 sur le territoire. Cette voie est aujourd'hui transformée voie express.
La rue de Paris et la ville de Clermont furent déviées en 1993 par cette dernière qui traverse le nord de la commune en partie. Le bourg et les hameaux desservis que par deux échangeurs : l'un au sud-ouest, sur la D 540, appelé autrefois « carrefour de Neuilly » et le second à l'ouest, à l'entrée de Cannetcourt, à proximité du bourg. La route départementale 540, reliant Neuilly-sous-Clermont à Sénécourt, traverse le sud de la commune. Quelques voies communales relient le bourg aux différents hameaux mais aussi aux communes voisines de Neuilly-sous-Clermont (depuis Cannettecourt), de Rantigny, de Breuil-le-Sec ainsi que de Clermont.

#### Voies ferrées et transports en commun

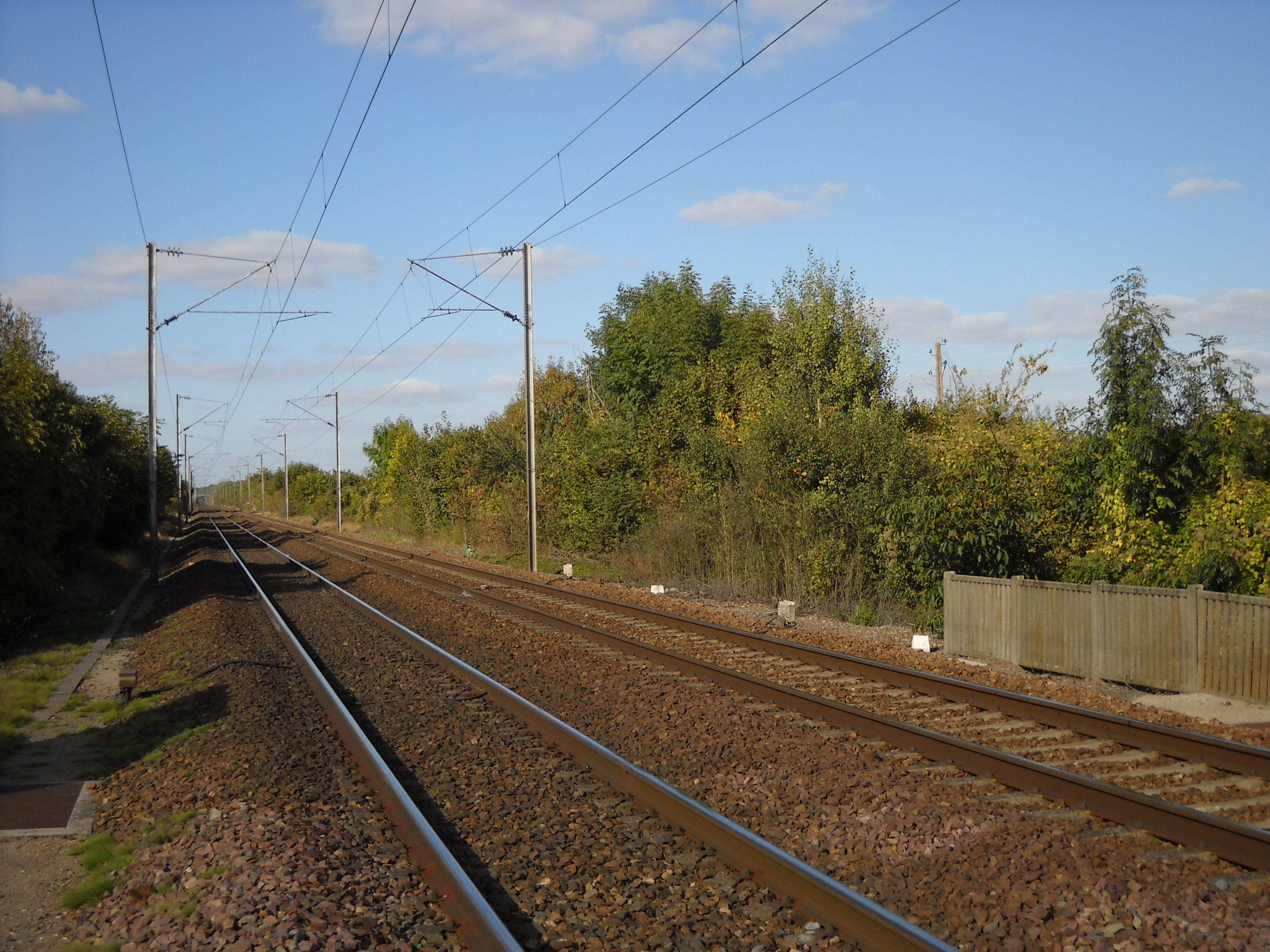
La ligne Paris - Lille à Breuil-le-Vert.

La première tranche de la construction du chemin de fer (ligne de Paris-Nord à Lille) par la compagnie des chemins de fer du Nord dans l'Oise était précisément limitée au Pont de Breuil-le-Vert et achevée le 1er janvier 1844, la section suivante, de Breuil-le-Vert au département de la Somme a demandé un an de plus. Le convoi inaugural passa le 14 juin 1846.
Les gares les plus proches sont celles de Clermont-de-l'Oise à 2,6 km au nord et de Liancourt-Rantigny à 3,6 km au sud.
La commune est desservie, en 2023, par les lignes 642, 6242, 6341, 6342, 6343, 6344, 6345, 6346, 6347, 6348, 6349, 6350, 6352, 6353 et 6354 du réseau interurbain de l'Oise.
Les communes d'Agnetz, Breuil-le-Sec, Breuil-le-Vert, Clermont, Fitz-James et Neuilly-sous-Clermont, se dotent, le 15 décembre 2014, d'un réseau de transports urbains dénommé Lebus.
Ce réseau est géré par le Syndicat intercommunal des transports collectifs de l’agglomération clermontoise (SITAC), créé à titre transitoire et qui pourrait être intégré à terme dans la communauté de communes du Pays du Clermontois de manière à étendre le réseau à l'ensemble des communes concernées. Breuil-le-Vert est desservie par les lignes 2, 3 et 4 de ce réseau.

#### Accès aux aéroports
La commune de Breuil-le-vert se situe à 40 kilomètres de l'aéroport de Paris-Charles-de-Gaulle et à 26 kilomètres de l'aéroport de Beauvais-Tillé. Il n'existe aucune liaison par des transports en commun entre la commune et ces aéroports.

#### Liaisons douces
La commune de Breuil-le-Vert est traversée par la variante de l'avenue Verte reliant Paris à Londres. Cet itinéraire, arrivant de la capitale par Breuil-le-Sec, emprunte les rues des Charpentiers, du Moulin et du Ruisseau lorsqu'il traverse le chef-lieu de Breuil-le-Vert. Il passe ensuite par les rues du Mont-de-Crème et Marcel-Duchemin à Giencourt. Le circuit no 6 du GEP Centre Oise passe par le bourg, Giencourt, Rotheleux et Cannettecourt.

### Climat
Pour des articles plus généraux, voir Climat des Hauts-de-France et Climat de l'Oise.
En 2010, le climat de la commune est de type climat océanique dégradé des plaines du Centre et du Nord, selon une étude du CNRS s'appuyant sur une série de données couvrant la période 1971-2000. En 2020, Météo-France publie une typologie des climats de la France métropolitaine dans laquelle la commune est exposée à un climat océanique et est dans la région climatique  Nord-est du bassin Parisien, caractérisée par un ensoleillement médiocre, une pluviométrie moyenne régulièrement répartie au cours de l’année et un hiver froid (3 °C).
Pour la période 1971-2000, la température annuelle moyenne est de 10,8 °C, avec une amplitude thermique annuelle de 14,5 °C. Le cumul annuel moyen de précipitations est de 668 mm, avec 10,8 jours de précipitations en janvier et 7,9 jours en juillet. Pour la période 1991-2020, la température moyenne annuelle observée sur la station météorologique la plus proche, située sur la commune de Creil à 12 km à vol d'oiseau, est de 11,2 °C et le cumul annuel moyen de précipitations est de 662,2 mm,. Pour l'avenir, les paramètres climatiques de la commune estimés pour 2050 selon différents scénarios d'émission de gaz à effet de serre sont consultables sur un site dédié publié par Météo-France en novembre 2022.

### Milieux naturels

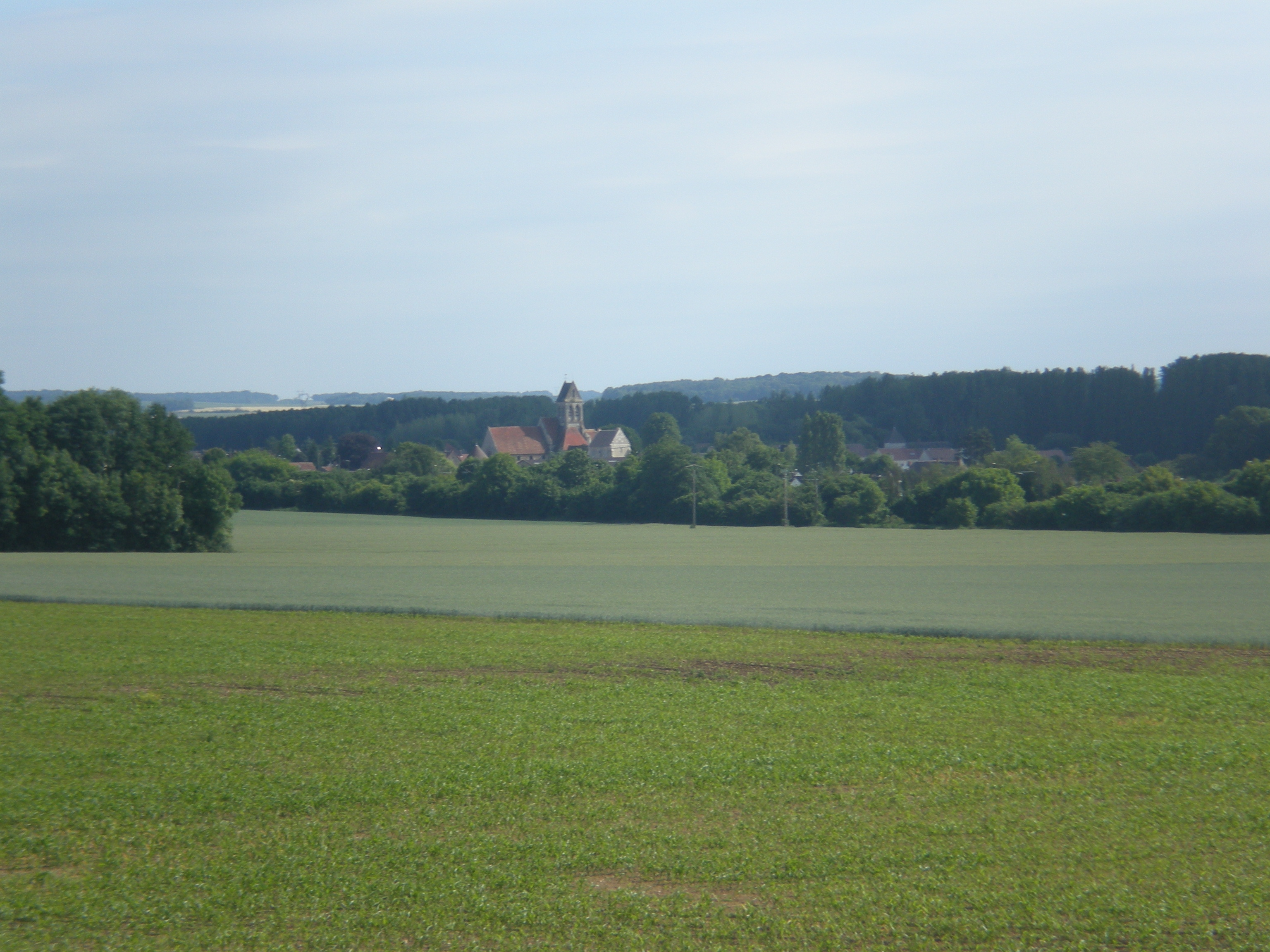
Vue sur le bourg de Breuil-le-Vert : il est situé au pied du bois des Côtes, à droite.

Hormis un tissu urbain représentant près de 23 % de la superficie de la commune, le territoire se compose à 35 % de cultures (256 hectares) et à 32,4 % d'espaces boisés, soit 238 hectares. Les bois se trouvent en majeure partie à l'ouest de la commune, sur les coteaux du plateau d'Auvillers-Cambronne (coteau de la Caure) ou autour des hameaux de Rotheleux et de Cannettecourt comme le bois Saint-just. On signale également quelques parcelles boisées au lieu-dit du Mont de Crème et les Cailloux ainsi que le bois Boitteaux, au sud du bourg. Les vergers et prairies rassemblent en 2014 près de 58 hectares (7,9 %). Les landes et les délaissés urbains réunissent 5 hectares environ (0,6 %) et les mares, marais, zone humide de la vallée de la Brêche et les cours d'eau s'étendent sur plus de 6 hectares, soit près de 1 % de la superficie totale de la commune,.
Une partie de ces marais tourbeux est inscrite en Zone naturelle d'intérêt écologique, faunistique et floristique de type 1. Les coteaux boisés de Rotheleux et de Cannetcourt ainsi que de la vallée de la Brêche constituent des corridors écologiques potentiels. Une partie de la commune est traversée par biocorridor de grande faune (sanglier, chevreuil, cerf).

## Urbanisme

### Typologie
Au 1er janvier 2024, Breuil-le-Vert est catégorisée ceinture urbaine, selon la nouvelle grille communale de densité à sept niveaux définie par l'Insee en 2022.
Elle appartient à l'unité urbaine de Clermont, une agglomération intra-départementale regroupant cinq communes, dont elle est une commune de la banlieue,,. Par ailleurs la commune fait partie de l'aire d'attraction de Paris, dont elle est une commune de la couronne,.

### Occupation des sols
L'occupation des sols de la commune, telle qu'elle ressort de la base de données européenne d’occupation biophysique des sols Corine Land Cover (CLC), est marquée par l'importance des territoires agricoles (44,8 % en 2018), en diminution par rapport à 1990 (50,2 %). La répartition détaillée en 2018 est la suivante : terres arables (37,8 %), forêts (29,5 %), zones urbanisées (25,6 %), zones agricoles hétérogènes (7 %), zones industrielles ou commerciales et réseaux de communication (0,1 %). L'évolution de l’occupation des sols de la commune et de ses infrastructures peut être observée sur les différentes représentations cartographiques du territoire : la carte de Cassini (XVIIIe siècle), la carte d'état-major (1820-1866) et les cartes ou photos aériennes de l'IGN pour la période actuelle (1950 à aujourd'hui).

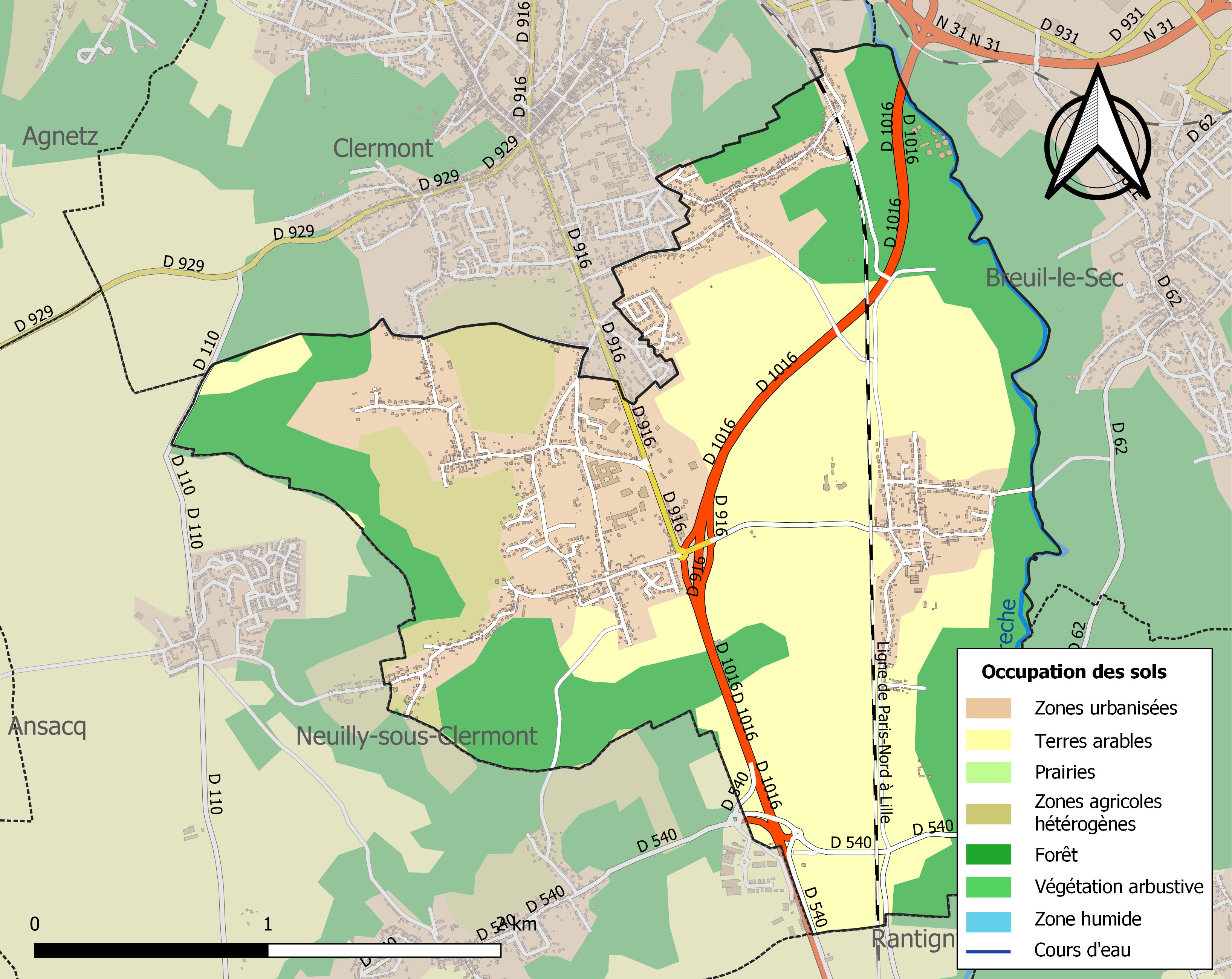
Carte des infrastructures et de l'occupation des sols de la commune en 2018 (CLC).

### Hameaux et lieux-dits
Breuil-le-Vert est constitué de plusieurs hameaux et écarts:
- le chef-lieu de Breuil-le-Vert, à l'est ;
- Giencourt, au nord ;
- Rotheleux, à l'ouest ;
- Cannettecourt, au sud-est.

Les lieux-dits sont au nombre de quinze: la Croix-de-Creil et la Grande Pièce au nord ; les Cailloux, le Champ de la Cense, la Maison Blanche et le Champ Saint-Martin au centre; la Pointe, le Parc, le Bois Boitteaux, le Champ du Marais et Naus au sud ; le Bois Saint-Just, les Vingt-Deux Mines (sur la commune de Neuilly-sous-Clermont également), la Fontaine des Meuniers et le Parc (2e du nom) au sud.

### Morphologie urbaine
À la fin du XIXe siècle, le chef-lieu de Breuil-le-Vert, assis sur la rive droite de la Brêche, comprenait 50 maisons entourées de jardins et d'ombrages. Des huit rues dont se composait le village, les principales étaient les rues de la Croix, du Moulin et du Marais. Giencourt était un hameau de 80 maisons au pied de la colline de Clermont. La proximité en a fait un faubourg de cette ville, malgré sa dépendance de Breuil-le-Vert. Le hameau de Rotheleux était composé de 36 feux et celui de Cannettecourt de 64 maisons. À cette époque, l'ancien faubourg de la rue de Paris, comptant 20 maisons, bien que faisant suite à une rue de Clermont, était compris dans la commune de Breuil-le-Vert. Il est aujourd'hui rattaché à Clermont.
De nos jours, les hameaux de Rotheleux, de Giencourt et de Cannettecourt forment la continuité de l'aire urbaine de Clermont. Lierval (commune de Neuilly-sous-Clermont), est rattaché à Cannettecourt. Le village de Breuil-le-Vert ne fait cependant pas partie de l'agglomération de Clermont. La commune fait partie de l'aire urbaine et de l'unité urbaine de Clermont totalisant 20 979 habitants en 2009.

### Plan local d'urbanisme
Le plan local d'urbanisme de Breuil-le-Vert est en cours d'élaboration depuis 2008 et le plan d'occupation des sols depuis le 26 juin 1998.

## Toponymie
Le nom de la localité est attesté sous les formes:
- 1185 : « Bruolium »[37].
- 1190 : « Brulium Comitis » (« Breuil-le-Comte »)
- vers 1241 : « Bruolium Viride »
- vers 1303 : « Bruelg-le-Vert »
- vers 1373 : « Bruel-le-Vert »
- 1631 : « Brule-Vert »
- 1793 : « Bruillevert »[38]
- 1801 : « Breuil-le-Vert »[38]

Breuil-le-Vert est issu de l’ancien français breuil, dérivé du gaulois brogilos, désignant un « petit bois » ou un « petit bois entouré d’une haie ».
La localité porta le nom de « Breuil-le-Comte » à cause des comtes de Clermont qui en possédaient la seigneurie.
On modifia ensuite ce nom, qui n'avait plus raison d'être au XIIIe siècle, alors que la commune avait depuis longtemps cessé d'appartenir directement aux comtes de Clermont, et on lui substitua l’appellation de « Breuil-le-Vert », par opposition à celle de Breuil-le-Sec donné à un village voisin. Vert, du latin viridarium, synonyme de « verger », Bruolium Viride vers 1241, viride au Moyen Âge est un terme usuel pour désigner à la fois le jardin d'agrément et le jardin planté d'arbres fruitiers.
Le hameau de Giencourt est mentionné sous les formes « Guencourt », « Giancourt » ou encore « Giencouria ». Rotheleux se nommait autrefois « Rotheleu » ou « Rosteleu » (venant de « Rostolum » et de « Rostolium »). Cannettecourt s'est appelé « Quennettecourt »

## Histoire

### La période romaine, les ponts de fascines

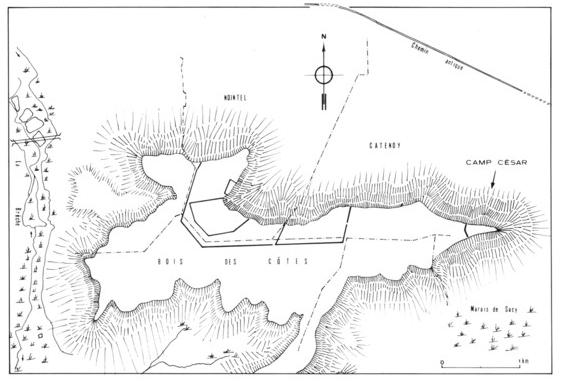
Croquis du camp de César, à l'est de Breuil-le-Vert, autour de Nointel. Remarquez les ponts de fascines en direction de l'ouest.

En l'an 51 avant notre ère, Clermont toute proche, aurait été, d'après G. Materat, le théâtre d'opérations militaires, au cours de la deuxième campagne de César contre les Bellovaques et leurs alliés. Arrivant du Soissonnais, les quatre légions romaines, après une rapide avance, se heurtèrent au gros de l'ennemi, protégé par la vallée marécageuse de la Brêche. Les adversaires ne purent se résoudre à l'attaque et s'installèrent défensivement, au moins pendant cinq mois ; d'une part, les Romains, sur la colline de Catenoy-Nointel ; d'autre part, les Bellovaques et leurs alliés sur le revers est du plateau d'Agnetz-Auvillers-Cambronne, avec la colline de Clermont comme bastion avancé. Cette période de stabilisation fut suivie de l'offensive de Jules César qui débuta vers 51 av. J.-C. par le lancement de ponts de fascines dans le marais de la Brêche, entre Breuil-le-vert et Breuil-le-Sec, et l'établissement sur la rive droite de cette rivière d'une tête de pont au mont de Crème.

### DuXIeauXIIIesiècle
En 1100, « Bruolium » fut le premier nom connu du village (nom celtique). Cependant, le nom du hameau de Rotheleux est mentionné pour la première fois vers 1061, dans la charte de fondation du prieuré Saint-Christophe-en-Halatte, qui y possédait un clos de vignes. Le territoire de Breuil-le-Vert a subi des démembrements successifs : l'emplacement sur lequel a été construit le château de Clermont faisait primitivement partie de la paroisse de Breuil-le-Vert,. La seigneurie de Breuil-le-Vert aux comtes de Clermont jusque vers 1130. À cette date, Marguerite, fille du comte Renaud II, ayant épousé Hugues II Camp d'Avène, comte de Saint-Pol, lui apporta cette terre en dot. Guy, son fils, lui succéda dans cette seigneurie. Vers 1190 cependant, le seigneur était le comte de Clermont, s'occupant du bourg et des hameaux de Cannettecourt et de Rotheleux. Le comte n'était cependant pas le seigneur de Giencourt, hameau au nom d'origine mérovingienne.
Aux XIIe et XIIIe siècles, Breuil-le-Vert avait une foire, dite « de la Saint-Martin », qui avait été sans doute donnée au prieuré par son fondateur, Hugues, seigneur de Clermont. Le prieur percevait le tonlieu sur les marchandises qui y étaient apportées et la recette de location des étaux des marchandises. En 1282, les fripiers de Clermont, ne voulant pas payer leurs étaux plus de 6 deniers pièce, intentèrent un procès au prieur, mais Beaumanoir, qui était alors bailli du comté, les débouta de leur demande et reconnut au prieur le droit de louer des étaux le plus cher qu'il pouvait. Cette foire n'est plus mentionnée au siècle suivant.
Une grande partie du territoire de Giencourt appartenait à des abbayes ou des couvents. Ce hameau était également étiré le long du vieux chemin gaulois au pied du vignoble de la colline de Clermont. Sa seigneurie était possédée en 1241 par Raoul, et en 1259, par son fils Guy. Ce lieu était à l'origine habité exclusivement par des vignerons. De la maison Saint-Germer (annexée en 1835 à Clermont), dépendaient, à Giencourt, dès le XIIIe siècle, un cellier, des pressoirs et de nombreuses vignes. La seigneurie de Giencourt avait été depuis longtemps incorporée à celle de Breuil-le-Vert. On comptait plusieurs fiefs à Rotheleux au Moyen Âge. L'un de ces fiefs était entre les mains de la maison des Tournelle, seigneurs de Montataire, qui au XIIIe siècle, avaient à Rotheleux des vignes et un pressoir et se qualifiaient dans les actes seigneurs de Rotheleux.

### LesXIVeetXVesiècles
Le fief principal de Breuil-le-Vert était en 1373 à Philippe de Fouilleuse, écuyer. Cinq autres fiefs, assis dans la même paroisse, appartenaient à la même date à Charles de Campremy, Guillaume et Louis de Souvegny et Jean d'Abbecourt. En 1373, Guillaume de la Tournelle, chevalier, tient encore un fief à Rotheleux et Clermont. Un de ses parents, Charles de Soiccourt, fils de Marguerite de Tournelle, tenait un autre fief en ce lieu. Charles de Campremy, Louis de Souvegny, Jean d'Ars et Regnault de Tère y possédaient aussi des fiefs, dont l'importance était sans doute bien minime. Le hameau de Rotheleux compta 500 habitants vers 1300 pour un total de 1 500 habitants sur toute la commune actuelle en 1303. Dans le bourg existait un prieuré près du château de la Vicomté.
Le hameau de Cannettecourt comptait 750 habitants au XIVe siècle. De nombreux fiefs avaient leur siège en ce lieu. Les deux fiefs principaux étaient celui de la Mairie, se composant des redevances à percevoir sur les habitants, et le fief de la Tache, appelé par corruption de « Lestaque » ou « le fort de l'attaque ». Ce dernier, aux Sasseval au XIVe siècle, passa aux Angoudessent en 1446 et, après eux, au XVIe siècle, aux d'Ongnies. Près du château de Cannettecourt se trouvait une chapelle, dédiée à Saint-Louis, qui avait été fondée par Charles d'Ongnies, seigneur de la Tache et de Cannettecourt. En 1348, la chapelle de Cannettecourt, qui était peut-être placée ailleurs, était appelée la chapelle du Tertre. Entre les murs du parc actuel de Cannettecourt et la route de Paris, s'élevait, XIVe siècle, le manoir de la Couture, qui a complètement disparu.
Au XVe siècle, plusieurs des fiefs de la seigneurie de Breuil-le-Vert vinrent à Jean de Warty, trésorier du duc de Bourbon, qui se qualifiait seigneur de Breuil-le-Vert. Isabeau Chassepoule, sa petite-nièce et seule héritière, apporta cette terre en dot, lors de son mariage, vers 1440, avec Philippe d'Argillière, dit de Tilliel. Au XVe siècle, le prieuré du bourg comprenait l'église, qui était sa chapelle, le cimetière, une maison, une grange, un colombier et des champs. À cette époque, le petit château de la Motte, situé entre Cannettecourt et Rotheleux comprenant un manoir avec jardin appartenait à la famille Ginard de la Motte.

### De la Renaissance auXVIIesiècle
Pierre II d'Argillière, fils de Pierre d'Argillière, seigneur de Breuil-le-Vert, fut successivement chanoine de Clermont en 1467, puis de Beauvais en 150], et mourut en 1517. Après lui cette terre passa à Jean d'Argillière, son frère, lieutenant général du comté de Clermont, puis à son frère aîné, Nicole, chanoine de Clermont en 1490 et de Beauvais en 1517 qui donna cette seigneurie à François, son frère. Le Vieux Château (hameau de Rotheleux), appelé château de Rotheleux fut construit en 1545. En 1539, la terre de Rotheleux appartenait à Gabrier du Vergier, puis fut acquise par les seigneurs de Breuil-le-Vert. Il existait dans ce château une chapelle sans titre, qui avait été bâtie également en 1545 par Guillaume Pucelle, prêtre catholique : il y disait la messe pendant trois semaines au temps des vendanges. Pendant les guerres de religion, les habitants du hameau s'y réfugièrent avec leurs bestiaux et volailles. On recommença à y dire la messe les dimanches et fêtes, à partir de 1601. Cette chapelle a aujourd'hui disparu.
En 1547, la paroisse de Breuil-le-Vert renfermait encore un hameau dont il ne reste plus trace, celui de Bellefontaine ou Baillefontaine. Il avait été détruit par les Anglais dans les guerres du siècle précédent. La seigneurie de Breuil-le-Vert, appartenant à Charles d'Argillière, fils de François d'Argillière, fut saisie en 1565 et adjugée à Jacques Huppeau, notaire et secrétaire du roi, qui la donna en dot à Marie, sa fille, lors de son mariage avec Jean Dreux, procureur général en la chambre des comtes. Marie Dreux, leur fille, l'apporta en 1592 à son mari, François Forget, conseiller au parlement de Paris. Un de ses descendants (homonyme), François Forget, grand maître des eaux et forêts de l'Île-de-France, obtint en 1674 l'érection de la terre de Breuil-le-Vert en vicomté. À son décès, elle fut adjugée le 20 septembre 1719, à Louis-Henri, duc de Bourbon, et réunie par ce prince au domaine de Clermont. La chapelle Saint-Nicolas de Giencourt, qui était à la collation de l'évêque de Beauvais, fut réunie en 1673, par ordonnance de l'évêque Choart de Buzanval, au couvent des Ursulines de Clermont. Elle fut rebâtie en 1549.

### Époque moderne

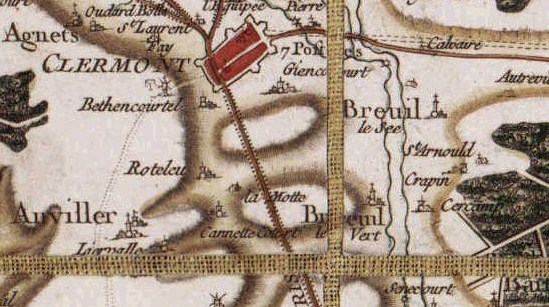
Breuil-le-Vert et ses environs, carte de Cassini.

Au XVIIIe siècle, le chef-manoir de Giencourt a été détruit. Au centre de ce hameau se trouvait la chapelle Saint-Nicolas, dépendant du couvent des Ursulines de Clermont, qui fut démolie en 1795. Une partie du faubourg Saint-André de Clermont et le côté méridional de la rue de Mouy (actuelle rue Pierre-Viénot) furent compris dans cette paroisse jusqu'en 1791. Au XVIIIe siècle, le château de Rotheleux, son enclos et une partie du domaine furent donnés à cens par le duc de Bourbon à René Macdonelle, capitaine de ses gardes, dont l'héritier les vendit en 1742 au comte de Pradine, qui habitait encore le château en 1789. L'édifice reconstruit durant ce siècle, a été morcelé au XIXe siècle et servait d'habitations a plusieurs familles du hameau. En 1743, le château de ce hameau était possédé par Jean-Claude Forget, capitaine général des fauconneries du roi. Il fut acquis, quelques années avant la Révolution, par André Jacques Porchon de Bonval, qui le possédait encore en 1789. Au XIXe siècle, l'ancien manoir de la Taque a été remplacé par une habitation confortable entourée de jardins.
Les cahiers de doléances des habitants, en 1789, sont probablement l'œuvre de Porchon de Bonval, le propriétaire du château de Cannettecourt. Après avoir réclamé contre le nouvel impôt en argent remplaçant la corvée en nature, contre les aides, la cherté du sel, la mendicité, ils font observer que les religieux de l'ancien prieuré Saint-Germer offriront volontairement l'abandon de la dîme et consacrerons le surplus du revenu de leurs biens à la commune à son véritable emploi. Les habitants élurent pour leurs députés à l'assemblée générale du bailliage de Clermont, André-Jacques Porchon de Bonval et Charles Bansse fils. L'ancienne chapelle Saint-Louis de Cannettecourt fut démolie au début du XIXe siècle.
Le vignoble de la commune de Breuil-le-Vert, qui avait encore une étendue de 30 hectares en 1789, réduite à 12 hectares en 1815 et à un hectare en 1836, n'existe plus. Le vin y était assez renommé. Le hameau de Lierval a été détaché de la commune pour être annexé à Neuilly-sous-Clermont. Les Finets, Saint-Germer et une partie du faubourg de la rue de Paris ont été réunis en 1835 au territoire de Clermont.
La commune possédait deux moulins hydrauliques sur la Brêche. Celui en amont fut appelé « Petit-Moulin » produisait de la farine jusqu'au milieu du XIXe siècle. Il devient un atelier de carrosserie, puis une scierie en 1921 et ensuite une fabrique de pièces détachées d'automobiles. Le plus ancien, appelé « Grand moulin », était assez important. Les bâtiments ont beaucoup souffert des guerres du XVe siècle. Le grand moulin a été abandonné depuis 1865, il est devenu une ferme. Une turbine électrique a été installée en 1948. Ce moulin est aujourd'hui[Quand ?] la propriété de « La Séravenne ». Dans les années 1840, le chemin de fer traversa le territoire communal (Ligne Paris-Lille).
En 1890, la population de Breuil-le-Vert est en grande partie agricole : les jardins maraîchers y sont nombreux, il s'y récoltait beaucoup de fruits. Les hameaux voisins de Clermont étaient habités en partie par des ouvriers ou des employés qui travaillaient dans cette ville. Le village de Breuil-le-Vert était peuplé de 175 habitants, le hameau de Giencourt de 262 habitants, 209 habitants à Cannettecourt, 126 habitants à Rotheleux et 69 habitants dans l'ancien faubourg de la rue de Paris.

### Époque contemporaine

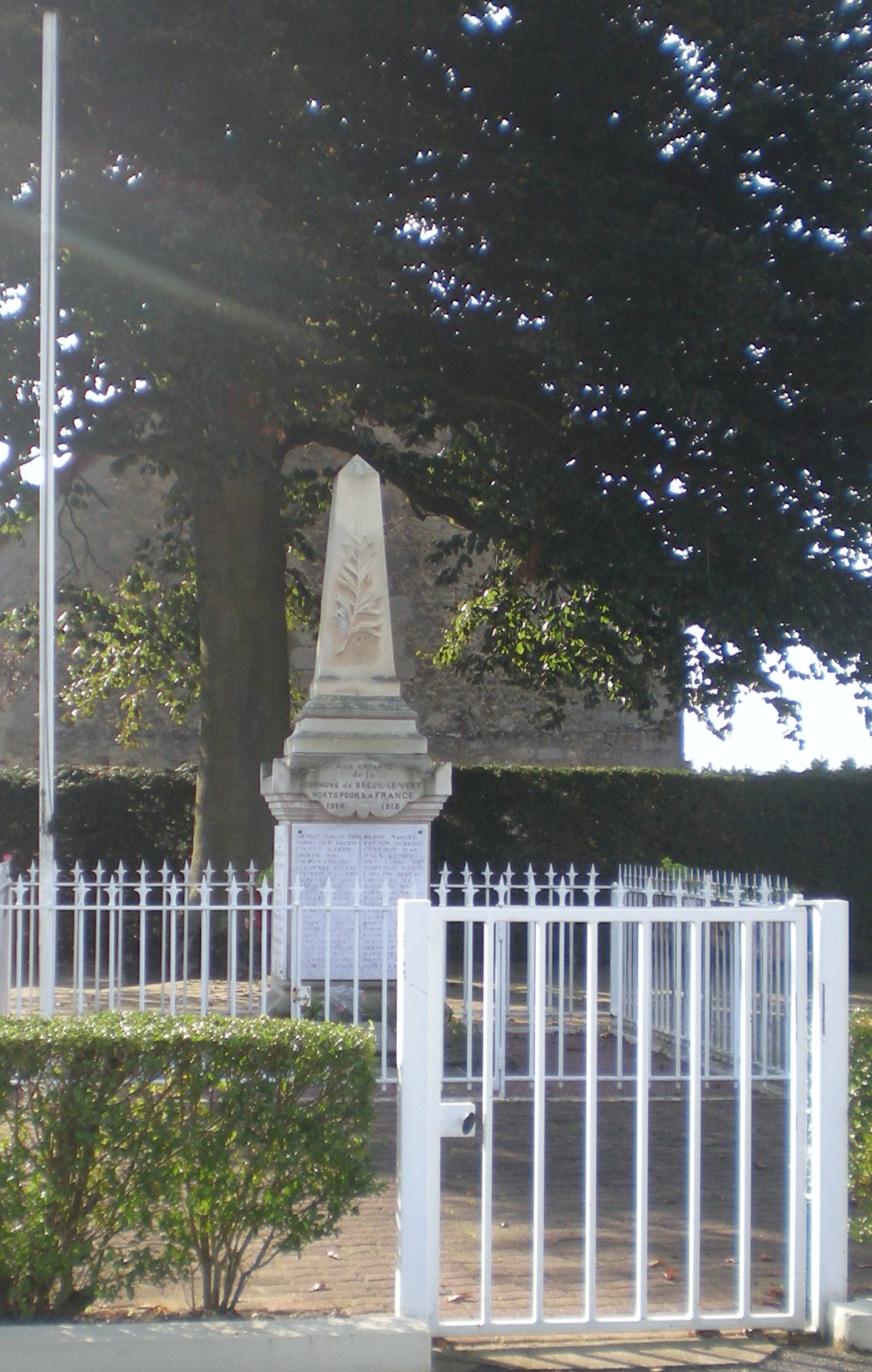
Le monument aux morts.

Au château de la Tache, à Cannettecourt, existeraient des passages souterrains allant jusqu'au château d'Auvillers. Ce château fut maison de repos après la Seconde Guerre mondiale, pour les déportés de retour des camps. Certains de ces passages sont restés dans la région. Le château de Rotheleux fut détruit lors de cette guerre.
Depuis 1994, la RD 1016 anciennement route nationale 16 fut déviée de la ville de Clermont et du hameau de Cannettecourt. Elle passe désormais au nord de la commune.

## Politique et administration

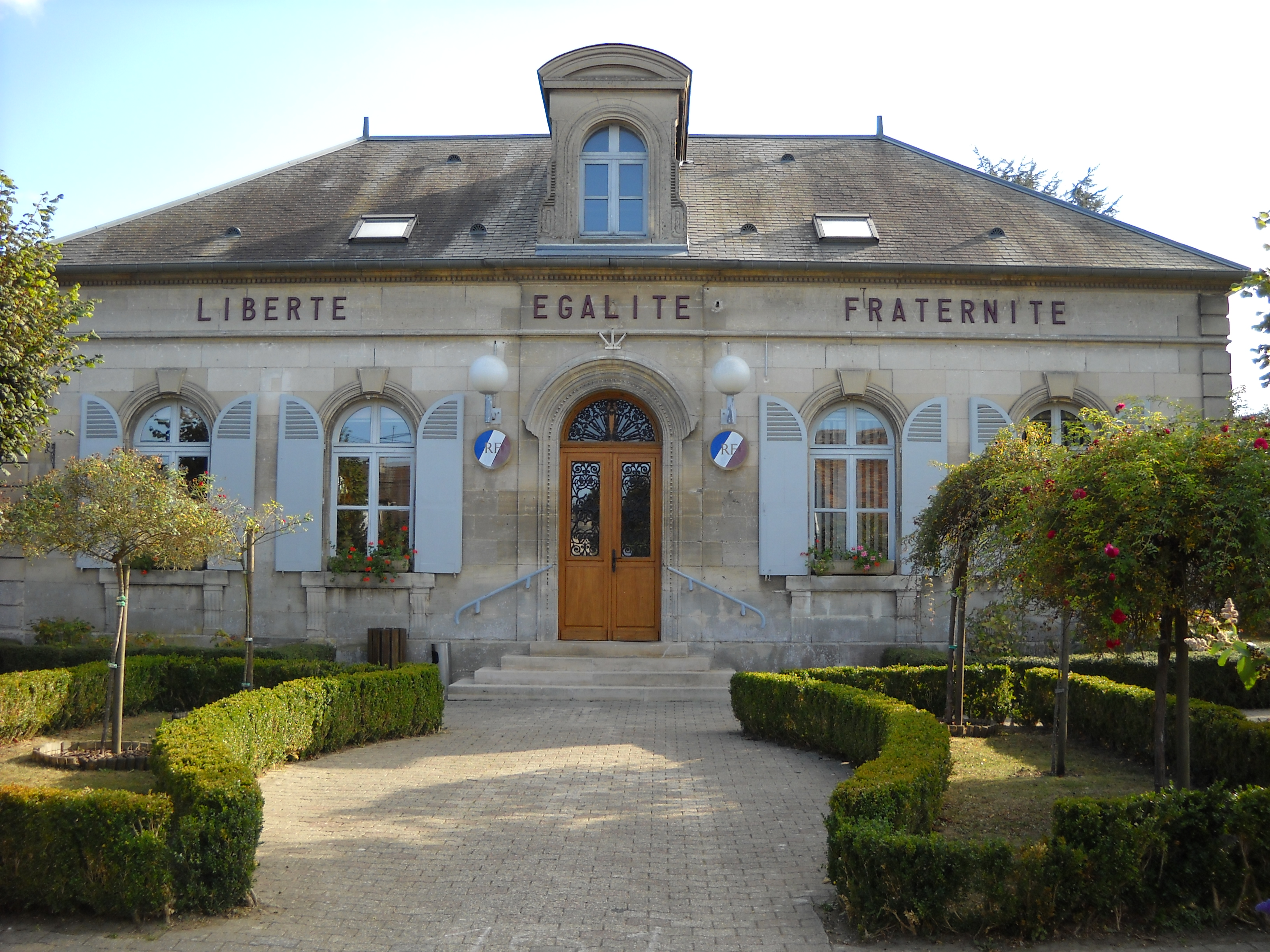
La mairie de Breuil-le-Vert.

### Rattachements administratifs et électoraux
La commune se trouve depuis 1942 dans l'arrondissement de Clermont du département de l'Oise. Pour l'élection des députés, elle fait partie depuis 2012 de la sixième circonscription de l'Oise.
Elle faisait partie depuis 1793 du canton de Clermont. Dans le cadre du redécoupage cantonal de 2014 en France, ce canton, dont la commune est toujours membre, est modifié, passant de 24 à 20 communes.

### Intercommunalité
La commune est membre fondateur du District Urbain de Clermont créée en 1960 sous le statut de district, qui était destiné à éviter une fusion de communes envisagée dans les années 1950, et transformée en communauté de communes en 2000 sous le nom de communauté de communes du Pays du Clermontois.

### Liste des maires
Cinq maires se sont succédé depuis la Libération :

## Population et société
Les habitants s'appellent les Brétuveliers.

### Démographie

#### Évolution démographique
L'évolution du nombre d'habitants est connue à travers les recensements de la population effectués dans la commune depuis 1793. Pour les communes de moins de 10 000 habitants, une enquête de recensement portant sur toute la population est réalisée tous les cinq ans, les populations de référence des années intermédiaires étant quant à elles estimées par interpolation ou extrapolation. Pour la commune, le premier recensement exhaustif entrant dans le cadre du nouveau dispositif a été réalisé en 2005.

En 2022, la commune comptait 3 150 habitants, en évolution de +2,54 % par rapport à 2016 (Oise : +0,87 %, France hors Mayotte : +2,11 %).
| 1793 | 1800 | 1806 | 1821 | 1831 | 1836 | 1841 | 1846 | 1851 |
| ---- | ---- | ---- | ---- | ---- | ---- | ---- | ---- | ---- |
| 580  | 705  | 753  | 736  | 813  | 825  | 797  | 817  | 796  |

| 1856 | 1861 | 1866 | 1872 | 1876 | 1881 | 1886 | 1891 | 1896 |
| ---- | ---- | ---- | ---- | ---- | ---- | ---- | ---- | ---- |
| 801  | 817  | 837  | 851  | 840  | 803  | 841  | 786  | 776  |

| 1901 | 1906 | 1911 | 1921 | 1926 | 1931 | 1936 | 1946  | 1954 |
| ---- | ---- | ---- | ---- | ---- | ---- | ---- | ----- | ---- |
| 752  | 761  | 749  | 777  | 793  | 802  | 827  | 1 010 | 993  |

| 1962 | 1968  | 1975  | 1982  | 1990  | 1999  | 2005  | 2006  | 2010  |
| ---- | ----- | ----- | ----- | ----- | ----- | ----- | ----- | ----- |
| 960  | 1 106 | 1 486 | 2 127 | 2 785 | 2 819 | 2 850 | 2 834 | 2 867 |

| 2015  | 2020  | 2022  | - | - | - | - | - | - |
| ----- | ----- | ----- | - | - | - | - | - | - |
| 3 049 | 3 133 | 3 150 | - | - | - | - | - | - |

#### Pyramide des âges
La population de la commune est relativement jeune.
En 2018, le taux de personnes d'un âge inférieur à 30 ans s'élève à 32,8 %, soit en dessous de la moyenne départementale (37,3 %). À l'inverse, le taux de personnes d'âge supérieur à 60 ans est de 29,1 % la même année, alors qu'il est de 22,8 % au niveau départemental.
En 2018, la commune comptait 1 513 hommes pour 1 586 femmes, soit un taux de 51,18 % de femmes, légèrement supérieur au taux départemental (51,11 %).
Les pyramides des âges de la commune et du département s'établissent comme suit.
| Hommes | Classe d’âge | Femmes |
| ------ | ------------ | ------ |
| 0,7    | 90 ou +      | 0,8    |
| 7,3    | 75-89 ans    | 6,7    |
| 19,4   | 60-74 ans    | 23,3   |
| 21,0   | 45-59 ans    | 19,5   |
| 17,9   | 30-44 ans    | 17,8   |
| 15,9   | 15-29 ans    | 15,8   |
| 17,9   | 0-14 ans     | 16,1   |

| Hommes | Classe d’âge | Femmes |
| ------ | ------------ | ------ |
| 0,5    | 90 ou +      | 1,4    |
| 5,5    | 75-89 ans    | 7,6    |
| 15,6   | 60-74 ans    | 16,3   |
| 20,8   | 45-59 ans    | 20     |
| 19,4   | 30-44 ans    | 19,4   |
| 17,6   | 15-29 ans    | 16,2   |
| 20,6   | 0-14 ans     | 19,1   |

### Enseignement

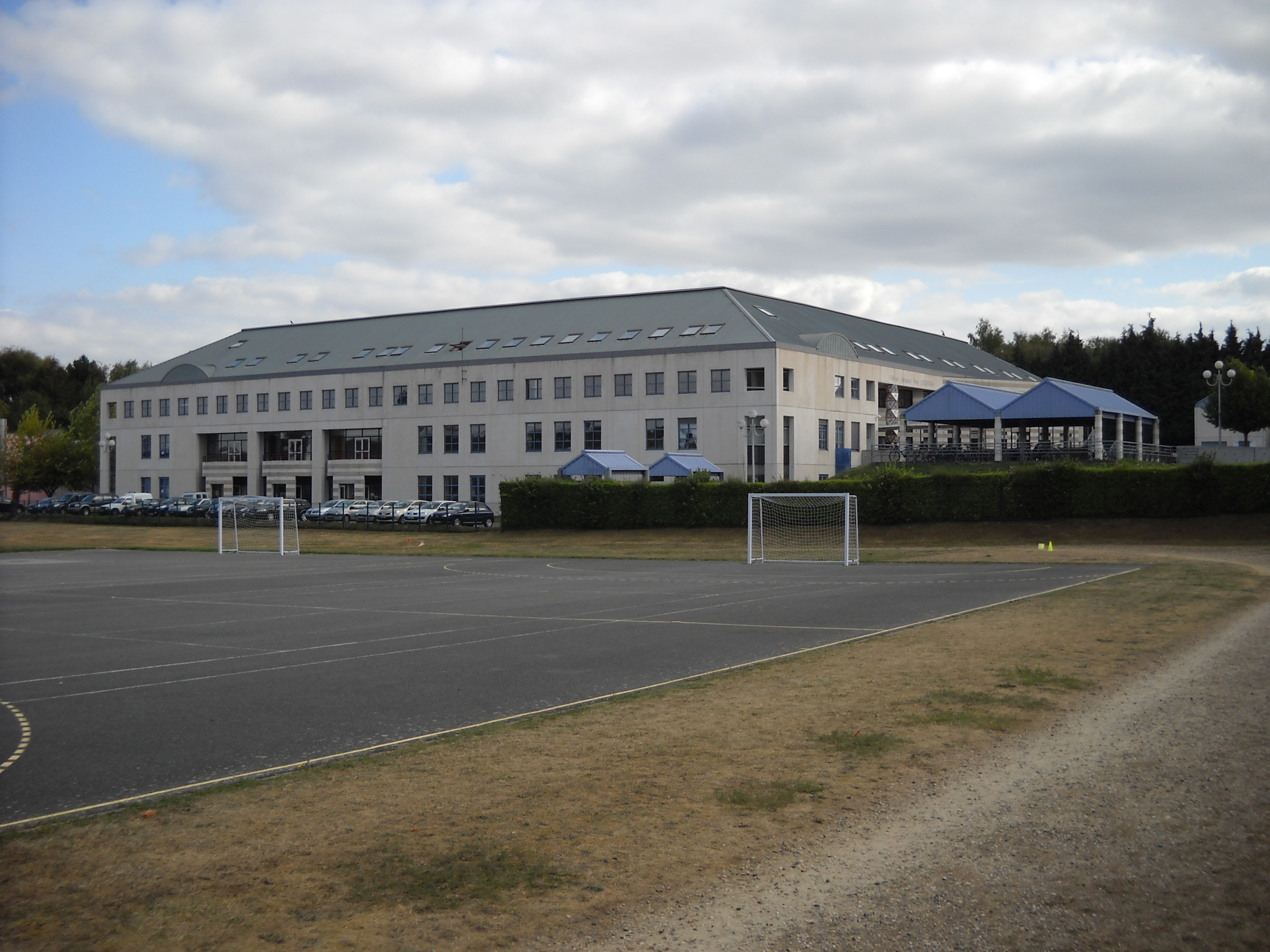
Le collège Jacques-Yves-Cousteau.

Breuil-le-Vert dépend de l'académie d'Amiens.
Un nouveau groupe scolaire situé au parc du Grand-Air est mis en service à la rentrée 2019, comprenant 5 classes, deux dortoirs pour les maternelles et l'équipement périscolaire, ainsi qu'une cantine pouvant accueillir 100 enfants par service. Cet équipement accueille les enfants du chef-lieu, ainsi que ceux des hameaux de Giencourt (dont l'école ferme) ainsi que des élèves de Cannectecourt, dont l’école restera ouverte. L'équipement, chauffé par géothermie, a un coût de 3,6 millions d'euros et bénéficie de subventions de l'État, du département, de l'ADEME...
Par ailleurs, la commune accueille :
- Un collège (Jacques-Yves-Cousteau)[56]
- Un lycée professionnel (Roberval)[57]

Il n'y a pas d'établissements privés à Breuil-le-Vert, ceux-ci se trouvent à Clermont ou à Agnetz.

### Culture
Le parc municipal de Breuil-le-Vert comprend:
- la salle des fêtes du Grand-Air[59] ;
- un théâtre de verdure faisant près de 300 mètres de circonférence ;
- une aire de jeux.

On compte également une salle multifonction (à la mairie).

### Santé
La commune ne possède pas d'hôpital ou de clinique sur son territoire. L'hôpital le plus proche est l'hôpital général de Clermont à 2,5 km au nord. En 2012, on compte cependant un médecin à Rotheleux.

### Sports
Breuil-le-Vert possède un stade et deux terrains de tennis derrière la salle des fêtes du Grand-Air[réf. nécessaire].

### Médias
Aucune rédaction de presse n'est installée dans le village, des correspondants relayant les informations locales pour les quotidiens Le Parisien (basé à Beauvais), Le Courrier picard (basé à Clermont) et le journal hebdomadaire local Le Bonhomme picard (basé également à Clermont). Aucune radio n'est basée dans le village.

### Cultes
L'église Saint-Martin est le seul lieu de culte catholique de la commune. Elle fait partie de la paroisse du Cœur du Christ, dont l'église principale est l'église Saint-Samson de Clermont[réf. nécessaire].

## Économie

### Revenus de la population et fiscalité
En 2010, le revenu fiscal médian par ménage était de 39 435 €, ce qui plaçait Breuil-le-Vert au 2 784e rang parmi les 31 525 communes de plus de 39 ménages en métropole.

### Emploi
En 2009, la population de Breuil-le-Vert se répartissait ainsi : 70,7 % d'actifs et 29,3 % d'inactifs dont 14,5 % de retraités et 9,5 % d'élèves, d'étudiants et de stagiaires non rémunérés.
Le taux de chômage était de 7,0 % comme en 1999.

### Entreprises et commerces
Au 31 décembre 2010, Breuil-le-Vert comptait 126 établissements : cinq dans l'agriculture-sylviculture-pêche, un seul dans l'industrie, 17 dans la construction, 89 dans le commerce-transports-services divers et 14 étaient relatifs au secteur administratif.
En 2011, treize entreprises ont été créées à Breuil-le-Vert dont six par des auto-entrepreneurs.

## Culture locale et patrimoine

### Lieux et monuments
La commune de Breuil-le-Vert possède deux monuments historiques sur son territoire :
- L'église Saint-Martin : c'est une construction d'époques diverses : Xe, XIe, XIIe siècle : elle fut la chapelle du prieuré, et est sous le vocable de saint Martin. Le mur sud de la nef demeure seul de l'église romane  et comporte quatre arcades en plein contre.

La façade a un portail gothique, flamboyant. Il y a deux nefs. L'entrée est dans l'axe de celle de droite du clocher et du maître autel. Mais elle n'est pas dans l'axe du pignon de façade ; par contre, au centre de celui-ci est une grande baie non au-dessus de la porte. Ceci semble indiquer que l'édifice, assez petit lorsqu'il était chapelle du prieuré, a été agrandi par l'adjonction  de la seconde nef. Le mur Est est constitué par deux pignons correspondant aux deux nefs. Ils ont chacun une grande fenêtre gothique non identique.
Le mur sud présente à hauteur du chœur, une petite tourelle. Le mur nord a une porte secondaire. Le clocher, placé sur la partie méridionale de l'édifice, est couvert en bâtière. Comme le chœur, il remonte à la première époque du gothique. À l'intérieur, la nef nord aboutit à une autre chapelle. Entre les deux chœurs, se trouve un gros pilier rond. Une très belle poutre de gloire, placée dans la nef principale, porte la date du 1284 (en réalité 1584; tel qu'on en voit peu d'aussi complètes dans la région.
Sa croix est branchée avec médaillons, comme celle de Rantigny. À l'entrée de la chapelle Notre-Dame, est placé un tableau de bois du XVIe siècle : une inscription rappelle qu'il fut fait en souvenir de Martin d'Engoudessent, décédé le 3 août 1573, seigneur de Cannetcourt, possédant le fiel de la Mairie et le manoir de la Tache. Ce tableau représente saint Martin arrivant aux portes d'Amiens, le cheval, le mendiant, le manteau, mais aussi à genoux, le seigneur de la Tache armé et revêtu de la cote d'armes.
Au centre de l'église, contre un gros pilier, un haut relief nous rappelle le même souvenir, mais sans le seigneur de la Tache. Au pilier nord-ouest du clocher, a été conservé un écu représentant les armes d'un seigneur du pays entourés d'un cordon.
Il a certainement appartenu à une litre[C'est-à-dire ?], aujourd'hui disparue. L'église avait longtemps conservé des vitraux du XIIIe siècle, et est classés monument historique depuis 1921.
Le cimetière était naguère planté d'arbres fruitiers. On en vendait  aux enchères les fruits, ainsi que le foin, au profit de la fabrique, après annonce à son de caisse. Une « porte d'entrée principale » fut pratiquée face au presbytère en 1837. Paul Merlette, maçon à Giencourt, se chargera du travail et reconstruit le mur 19 ans plus tard. L'église est classée monument historique depuis 1921.

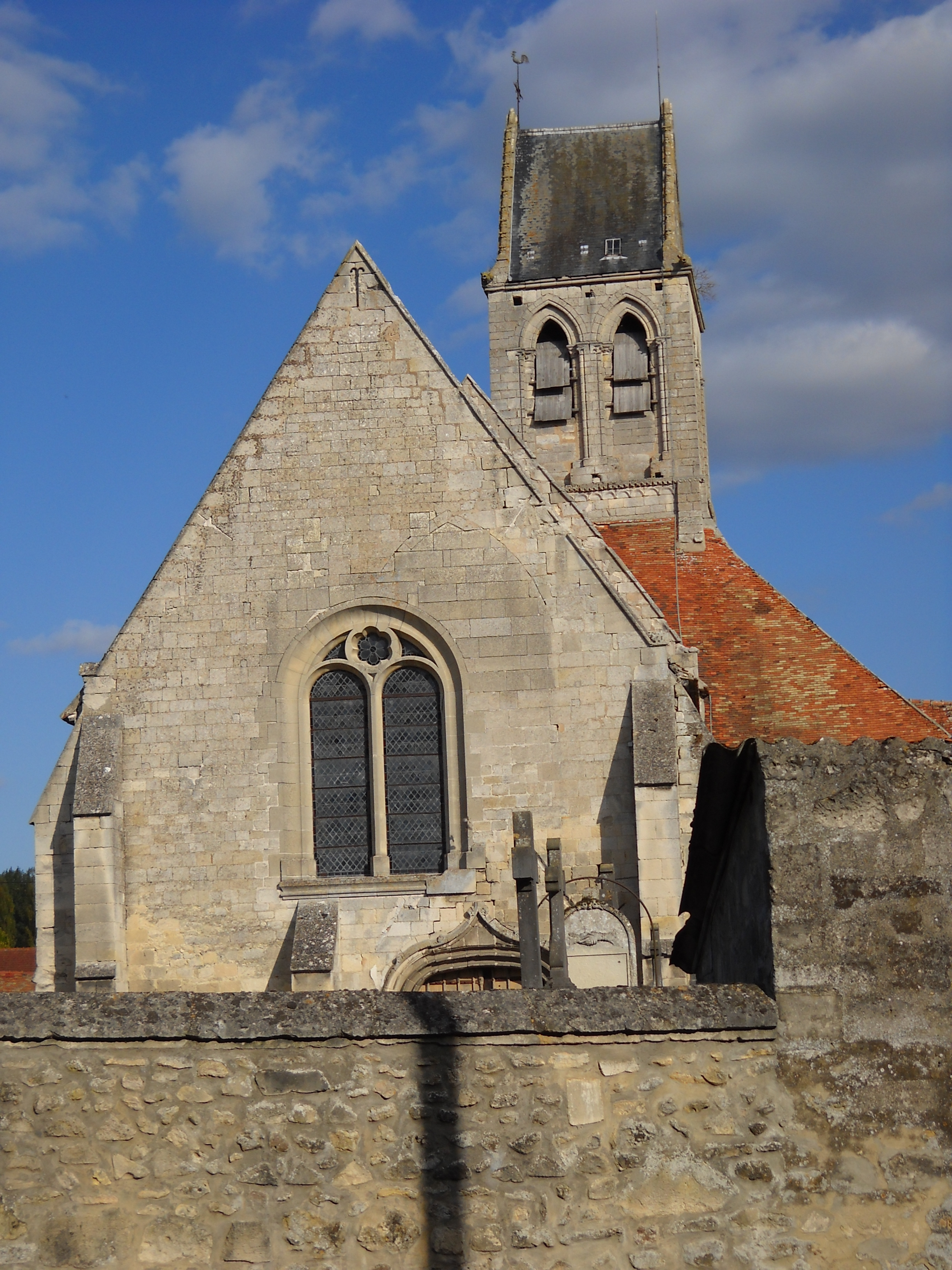
La façade ouest de l'église.
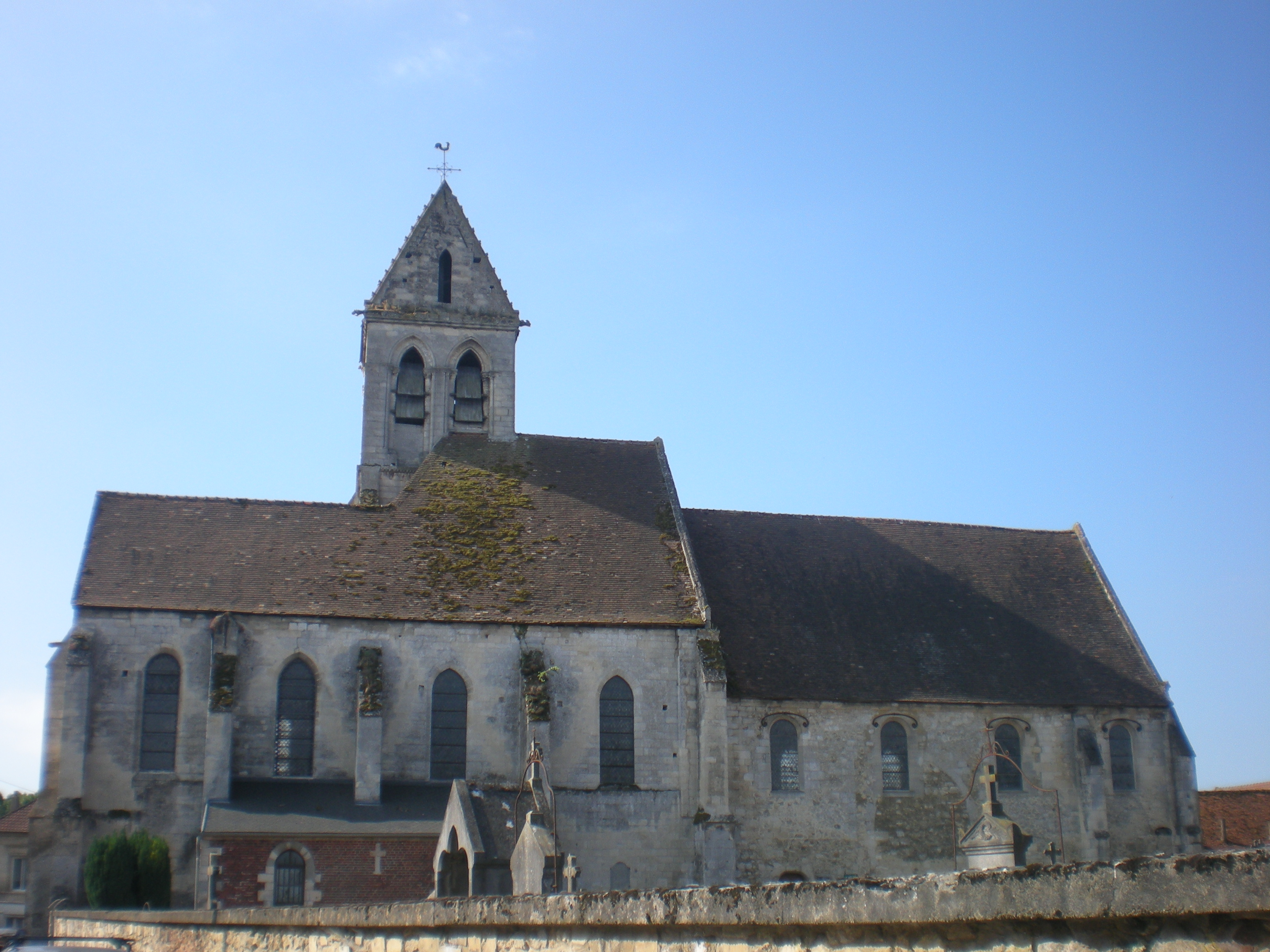
L'église depuis le nord.
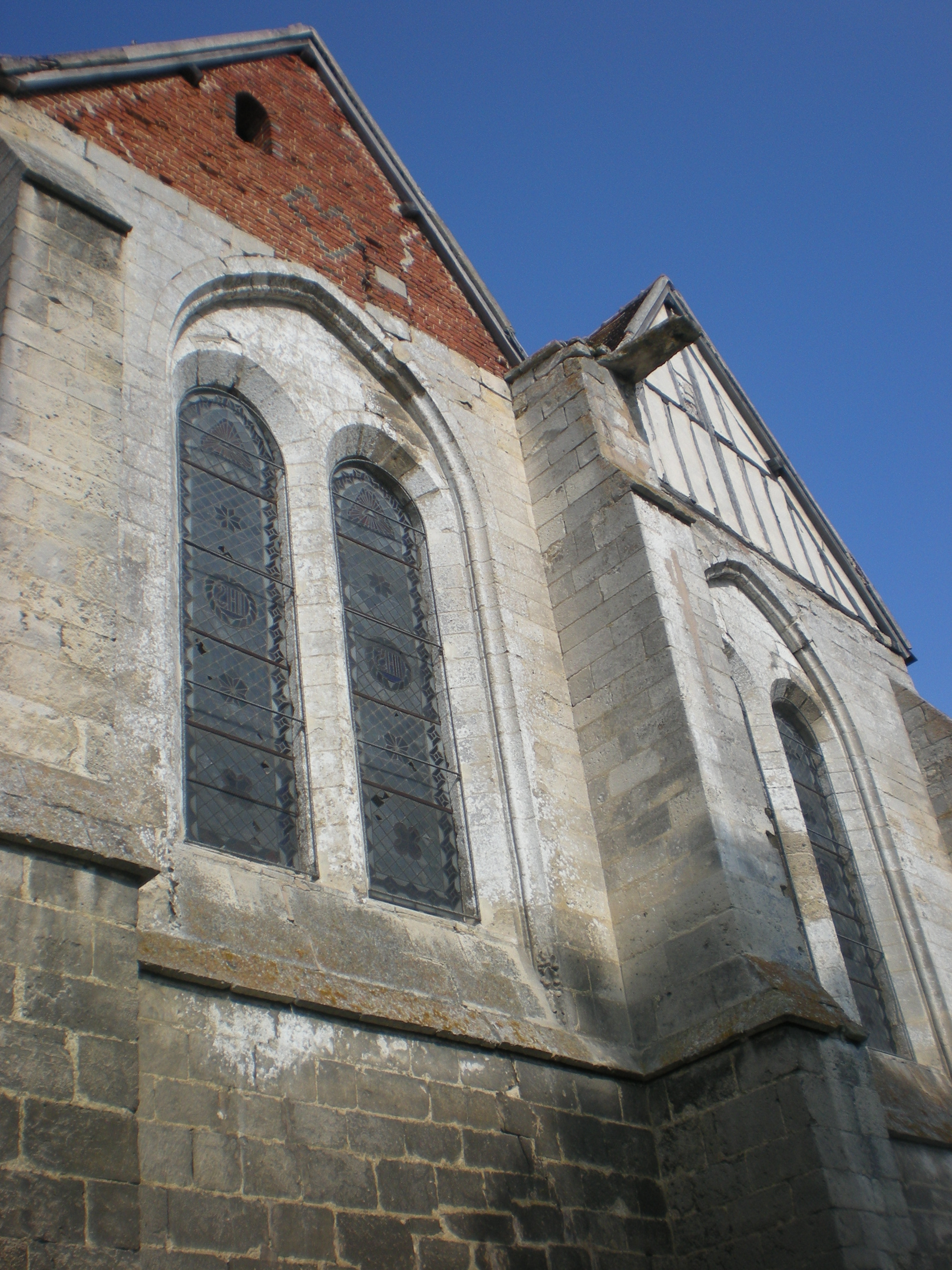
Le chevet de l'église.

- Les Ponts de Fascines : Il s'agit d'un ensemble de pontons romains de bois qui permettaient aux troupes de César de traverser les marais de la Brêche. L'ensemble de ponts de fascines fait l’objet d’une inscription au titre des monuments historiques depuis 1936[70]. Les ponts sont situés à la fois sur la commune de Breuil-le-Vert et sur la commune de Breuil-le-Sec.

On peut également noter : 
- La ferme du Prieuré : vaste espace, comprenant une maison haute appuyée de contreforts, identiques à l'église, reconstruit au XVIe siècle, avec des remaniements en 1748 et 1757. La ferme comprend également une cour avec un colombier du XIe siècle en bon état, une vaste grange longiligne, une étable et un pigeonnier du XVe siècle. Autrefois se trouvait un cloître et une porte d'entrée architecturale aujourd'hui disparus. Ce lieu faisait partie du prieuré (d'où son nom) au même titre que l'église, le cimetière, les cours et jardins ainsi que le manoir, le tout entouré de murs, mais aussi de pièces de terres sur toute la commune[a 9].
- Le manoir de la Vicomté : il s'agit d'un manoir construit au XVIIIe siècle sur l'emplacement d'un manoir plus ancien, restauré dans les années 1970. Il reste quelques bâtiments d'entrée, le fossé et le pont d'accès sur le ru de Cannetcourt.
- Les calvaires : À Breuil-le-Vert, on peut dénombrer encore sept calvaires. Tous n'ont pas toujours défié sans dommages les outrages du temps ou de l'ardeur révolutionnaire. Ainsi, parmi ceux qui n'ont pas disparu, certains ont été restaurés, voire déplacés[a 10].
  - Le calvaire de Breuil-le-Vert centre :  celui de Breuil-Centre est un fût de bois cylindrique qui paraît ancien, surmonté d'une petite croix de fer ; situé dans l'angle de la rue Charles-de-Gaulle et de la rue du Moulin, il fut déplacé en 1966 lors de l'agrandissement de la Place. (pratiquement au coin du parking de la Mairie et la place Verte)[a 10].
  - Le calvaire du cimetière de l'église Saint-Martin domine l'ancien cimetière du prieuré[a 11].
  - Le calvaire de Giencourt : à Giencourt, un calvaire d'élève contre le mur de la maison sise à l'emplacement de l'ex-chapelle Saint-Nicolas (démolie au XVIIIe siècle). Il est en fonte moulée avec une statuette de la Vierge dans le pied de la croix. (Croisement rue Paul-Louis et rue Marcel-Duchemin)Marcel Duchemin est né le 6 juillet 1893 à Agnetz (Oise), fusillé comme otage le 30 avril 1942 à Amiens (Somme) ; résistant au Front national de lutte pour la liberté et l’indépendance de la France ; infirmier psychiatrique. Son nom figure sur le monument aux morts de la commune 1939-1945
  - Le calvaire de la Croix Rompue : « La Croix Rompue » est un lieu-dit entre Breuil et Giencourt loin du Mont de Crème. En ce lieu, un ancien calvaire s'y trouve, grande croix de bois, entouré d'un rideau de tilleuls et issu des diverses Missions. Son socle de pierre s'orne d'une croix de Malte encadrée de 4 dates : 1817, 1874, 1897 et 1934[a 11].
  - Le calvaire de la Veuve de Joncourt : au carrefour de la D 1016 (ex -RN 16) et du chemin de Breuil-Centre se trouvait une croix de fer ajourée élevée par une habitante de Roheleux, la Veuve Joncourt, en 1885 ; elle remplaçait un plus ancien calvaire abattu à la Révolution, et fut transportée dans le nouveau cimetière[a 12].
  - Le calvaire de Rotheleux : le calvaire de Rotheleux avait lui aussi succombé à l'ardeur révolutionnaire. Il s'appelait « La Croix-Verte » et avait donné son nom au carrefour. Une nouvelle croix (édifiée par souscription des habitants) était en pierre et fut bénie le 15 août 1839. il n'en reste que le socle. (croisement rue du Calvaire et Grande Rue)[a 13].
  - Le calvaire de Cannetcourt : le calvaire de Cannettecourt n'est pas intact non plus ; sur la base, s'élève un tronçon de l'ancien fût de pierre. Une petite croix de fer a été plantée dans le moignon. Il est contre la maison d'angle de la rue de la Motte et rue des Merles[a 13].
  - Le calvaire de la Croix Lamppaine : le lieu-dit la Croix Lamppaine qui conserve le souvenir d'un fondateur, est situé de l'autre côté de la rue principale. C'était là qu'était autrefois le calvaire.

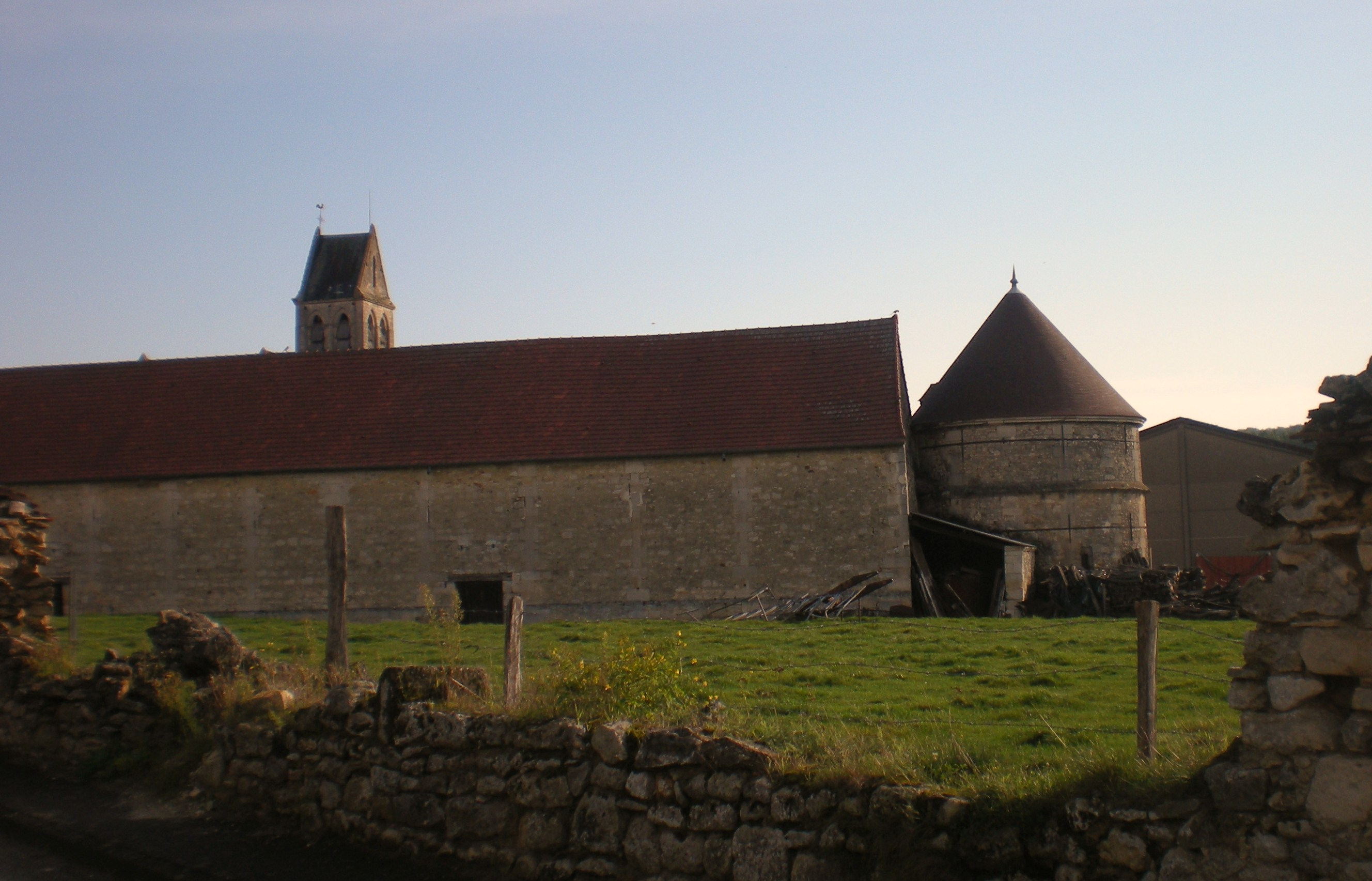
L'église Saint-Martin et la ferme du Prieuré.
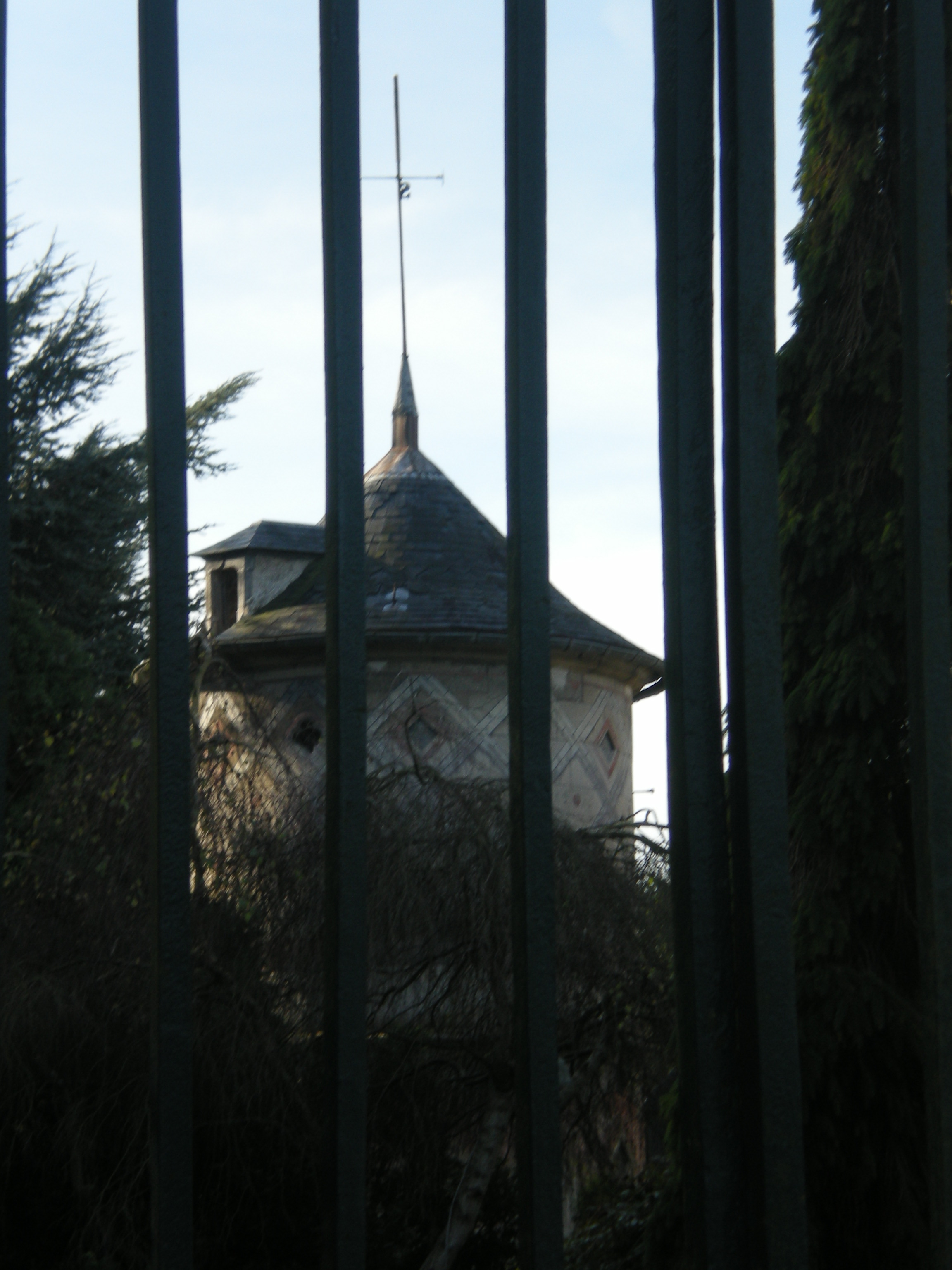
Le pigeonnier du château de la Tache à Cannettecourt.
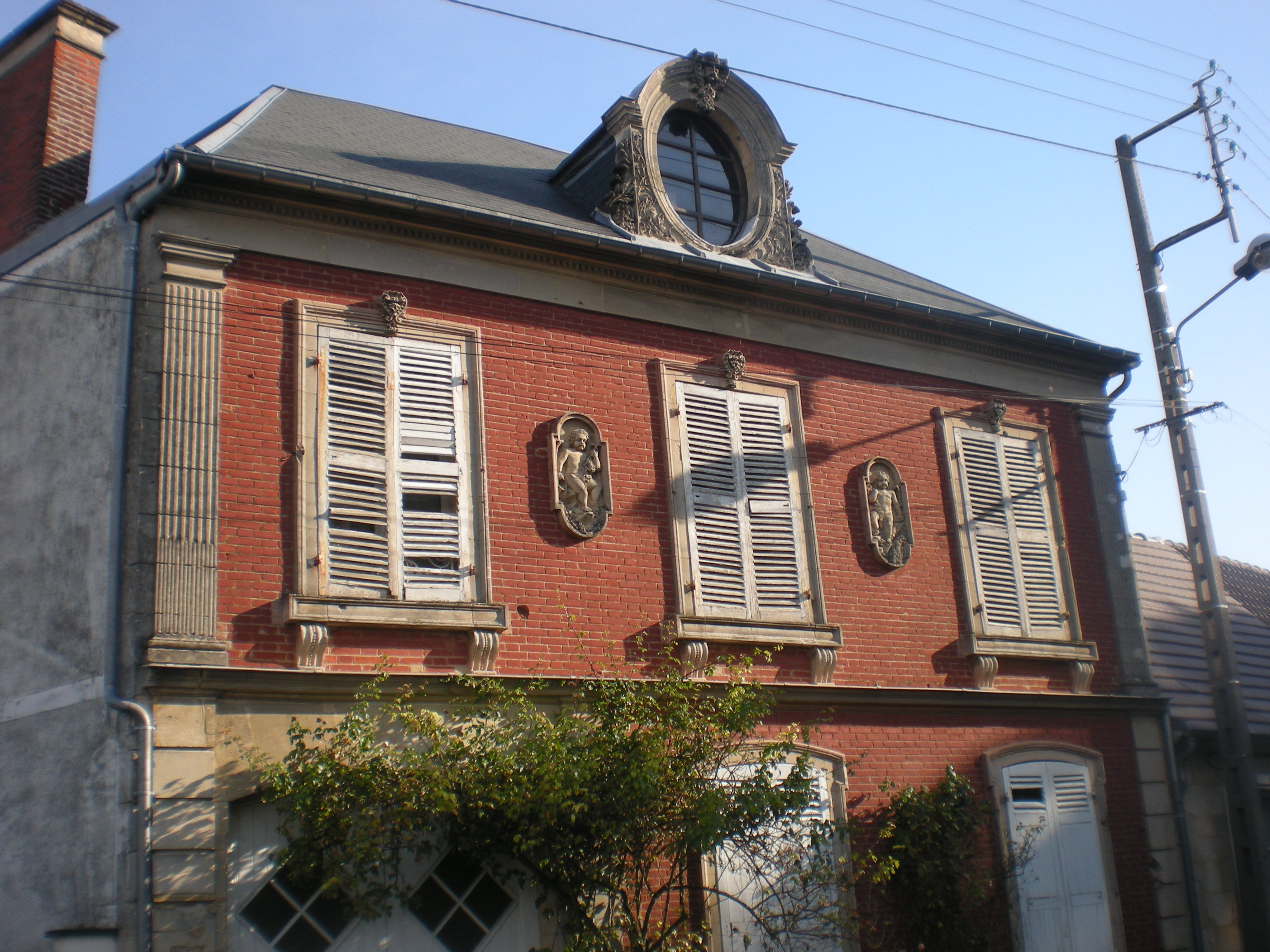
Maison sculptée à Cannettecourt.

- Le château de la Tache, possédant un jardin d'agrément inscrit au pré-inventaire des jardins remarquables[71], et un pigeonnier du XIXe siècle. Il remplace un ancien manoir détruit au XIXe siècle, près de celui-ci se trouvait la chapelle Saint-Louis érigée au XVIIe siècle par le seigneur Charles d'Ongnies remplaçant une chapelle plus ancienne appelée chapelle du Tertre construite en 1348[a 14].
- Le château de la Motte, possède également un jardin d'agrément inscrit au pré-inventaire des jardins remarquables[72]. Ce château et son vieux jardin appartenaient à la famille Ginard de la Motte[a 7]. Il est entouré par un fossé rempli d'eau.
- L'ancien château de Rotheleux (XVIIIe siècle), appelé aussi Vieux-Château fut construit en 1545. Il a été détruit durant la Seconde Guerre mondiale. À proximité se trouvait une chapelle attenante où l'on disait la messe pendant trois semaines lors des vendanges[a 7].
- Maison sculptée à Cannetcourt
- La mairie : agrémentée d'un petit square, elle date de la fin du XIXe siècle ou du début du XXe siècle.
- Le monument aux morts
- Le moulin à eau La Seravenne, sur la rive droite de la Brêche

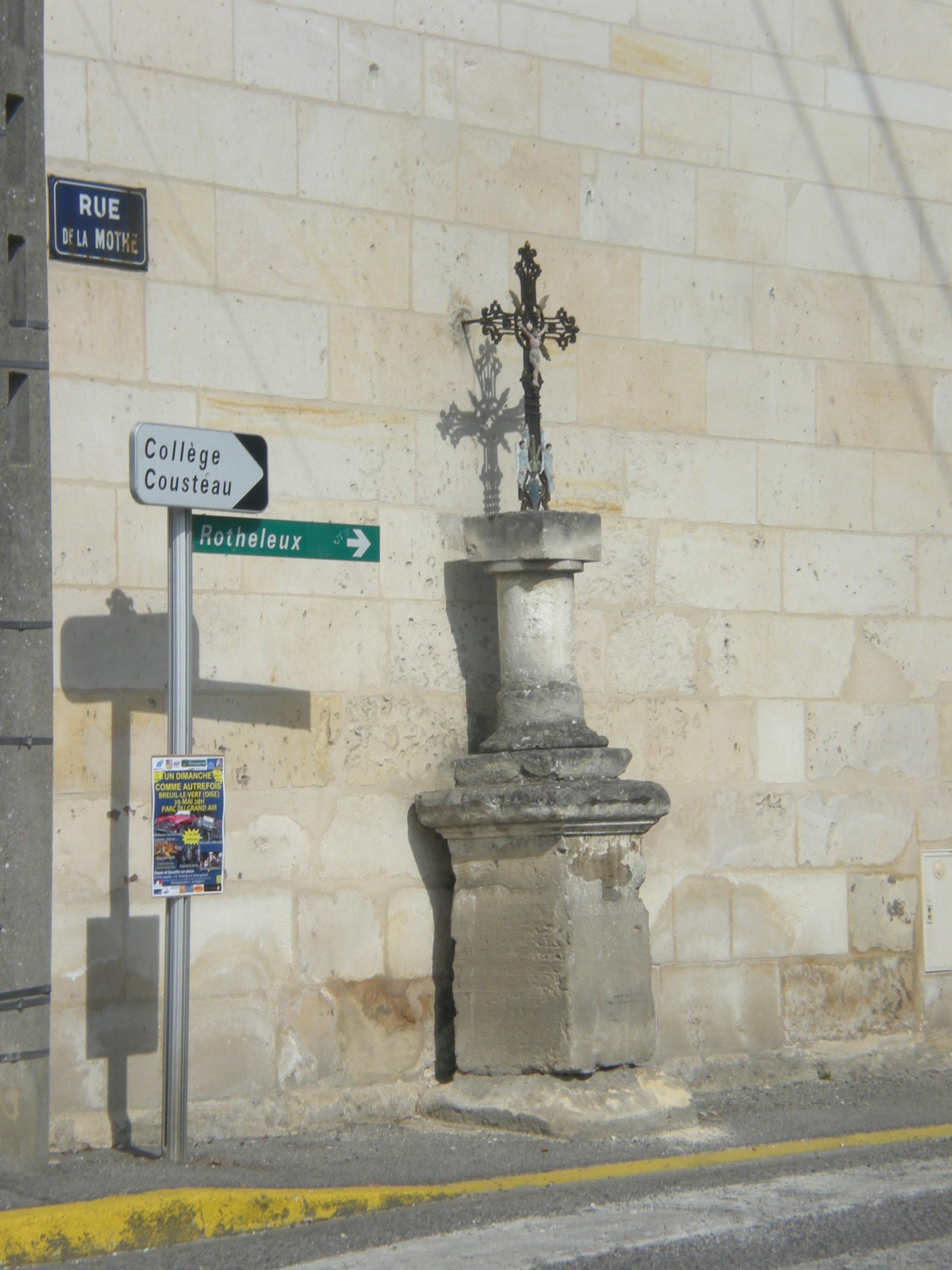
Le Calvaire de Cannettecourt
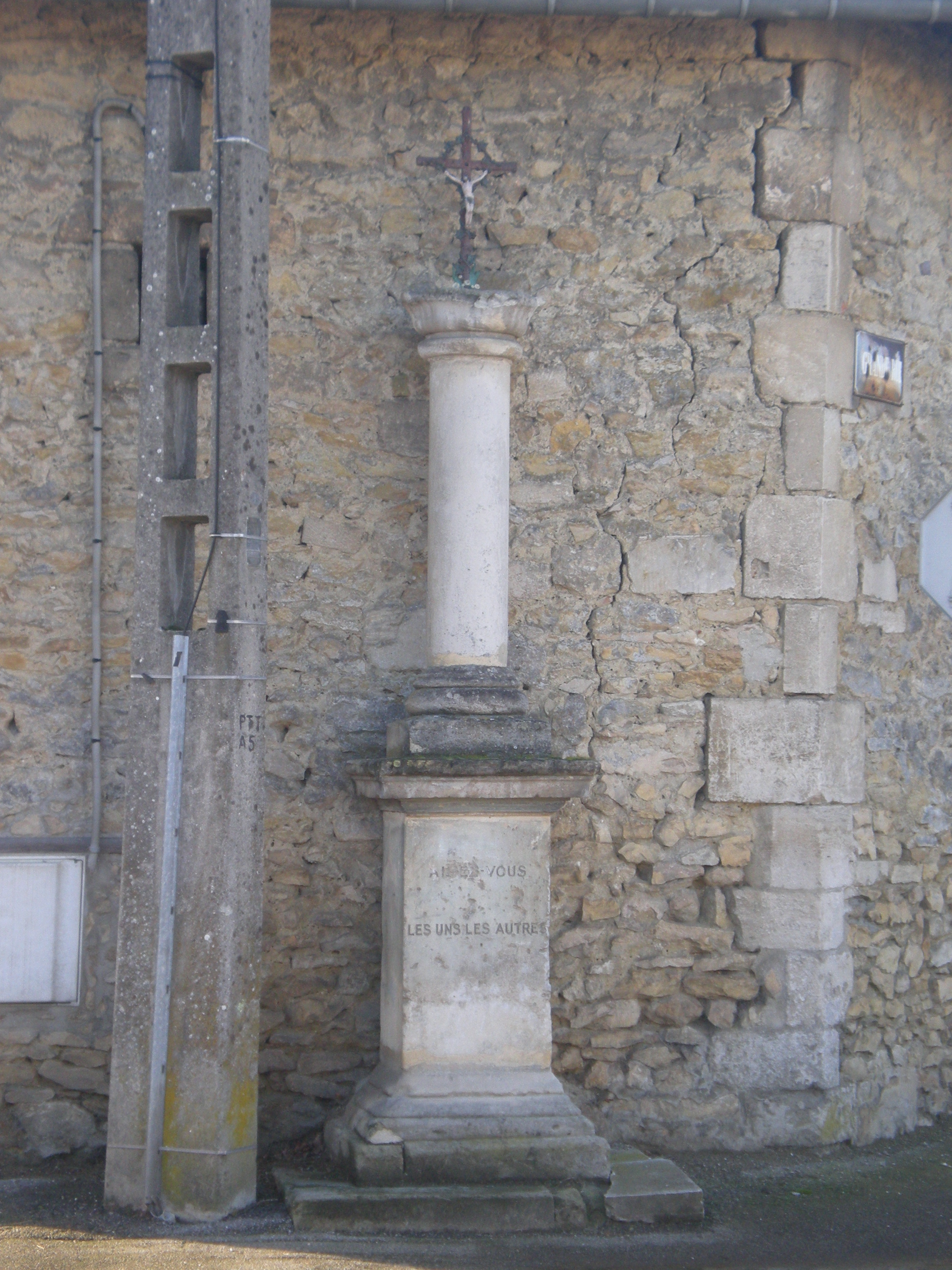
Le Calvaire de Rotheleux
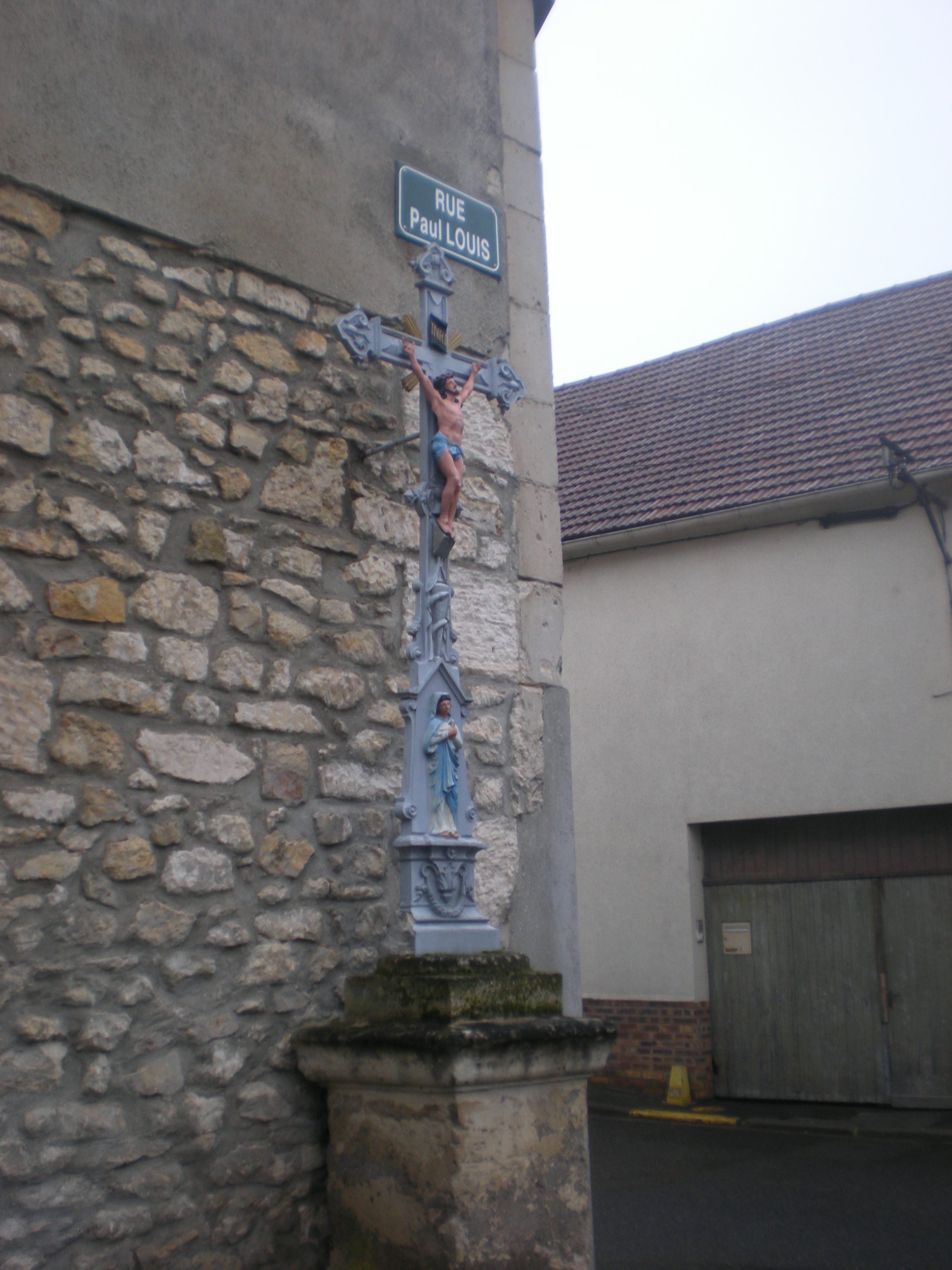
Le Calvaire de Giencourt

- On trouve également dans la commune de nombreux pignons à couteaux picards, dans les hameaux de Cannettecourt et de Giencourt :

| Pignons à couteaux picards de Cannettecourt |
| ------------------------------------------- |
| Pignons à couteaux picards de Cannecourt    |
| Pignons à couteaux picards de Giencourt     |
|                                             |

### Personnalités liées à la commune
- Anatole-Cyprien Coffard (1819-1886), maire du 11e arrondissement de Paris en septembre 1870, est né à Breuil-le-Vert.

### Héraldique
| Armes de Breuil-le-Vert | Les armes de Breuil-le-Vert se blasonnent ainsi : Écartelé au premier papelonné d’argent entre-semé de trèfles renversés du même, au franc quartier de sable; au deuxième d’azur au sautoir d’argent cantonnée de quatre merlettes d’or; au troisième à cinq tours de sable ordonnées 2.2.1; au quatrième d’argent diapré de gueules à la bordure d’azur. |